# Lijst van springspinnen H-O
De lijst van springspinnen H-O geeft een overzicht van alle wetenschappelijk beschreven soorten springspinnen (Salticidae) beginnende met de letters H t/m O. Voor de overige namen, zie:
- Lijst van springspinnen A-G
- Lijst van springspinnen P-Z

## Habrocestoides
Habrocestoides Prószyński, 1992
- Habrocestoides bengalensis Prószyński, 1992
- Habrocestoides darjeelingus Logunov, 1999
- Habrocestoides indicus Prószyński, 1992
- Habrocestoides micans Logunov, 1999
- Habrocestoides nitidus Logunov, 1999
- Habrocestoides phulchokiensis Logunov, 1999

## Habrocestum
Habrocestum Simon, 1876
- Habrocestum africanum Wesolowska & Haddad, 2009
- Habrocestum albimanum Simon, 1901
- Habrocestum albopunctatum Wesolowska & van Harten, 2002
- Habrocestum algericum Dalmas, 1920
- Habrocestum arabicum Prószyński, 1989
- Habrocestum bovei (Lucas, 1846)
- Habrocestum dubium Wesolowska & van Harten, 2002
- Habrocestum dyali Roewer, 1955
- Habrocestum egaeum Metzner, 1999
- Habrocestum ferrugineum Wesolowska & van Harten, 2002
- Habrocestum flavimanum Simon, 1901
- Habrocestum formosum Wesolowska, 2000
- Habrocestum gibbosum Wesolowska & van Harten, 2007
- Habrocestum graecum Dalmas, 1920
- Habrocestum hongkongiense Prószyński, 1992
- Habrocestum ibericum Dalmas, 1920
- Habrocestum ignorabile Wesolowska & van Harten, 2007
- Habrocestum inquinatum Wesolowska & van Harten, 2002
- Habrocestum latifasciatum (Simon, 1868)
- Habrocestum laurae Peckham & Peckham, 1903
- Habrocestum lepidum Dalmas, 1920
- Habrocestum luculentum Peckham & Peckham, 1903
- Habrocestum namibicum Wesolowska, 2006
- Habrocestum nigristernum Dalmas, 1920
- Habrocestum ornaticeps (Simon, 1868)
- Habrocestum panjabium Roewer, 1951
- Habrocestum papilionaceum (L. Koch, 1867)
- Habrocestum peckhami Rainbow, 1899
- Habrocestum penicillatum Caporiacco, 1940
- Habrocestum personatum Wesolowska & A. Russell-Smith, 2011
- Habrocestum pullatum Simon, 1876
- Habrocestum punctiventre Keyserling, 1882
- Habrocestum rubroclypeatum Lessert, 1927
- Habrocestum sapiens (Peckham & Peckham, 1903)
- Habrocestum schinzi Simon, 1887
- Habrocestum shulovi Prószyński, 2000
- Habrocestum simoni Dalmas, 1920
- Habrocestum socotrense Wesolowska & van Harten, 2002
- Habrocestum speciosum Wesolowska & van Harten, 1994
- Habrocestum subdotatum Caporiacco, 1940
- Habrocestum subpenicillatum Caporiacco, 1941
- Habrocestum superbum Wesolowska, 2000
- Habrocestum tanzanicum Wesolowska & Russell-Smith, 2000
- Habrocestum verattii Caporiacco, 1936
- Habrocestum virginale Wesolowska & van Harten, 2007

## Habronattus
Habronattus F. O. P.-Cambridge, 1901
- Habronattus abditus Griswold, 1987
- Habronattus agilis (Banks, 1893)
- Habronattus alachua Griswold, 1987
- Habronattus altanus (Gertsch, 1934)
- Habronattus americanus (Keyserling, 1885)
- Habronattus amicus (Peckham & Peckham, 1909)
- Habronattus ammophilus (Chamberlin, 1924)
- Habronattus anepsius (Chamberlin, 1924)
- Habronattus aztecanus (Banks, 1898)
- Habronattus ballatoris Griswold, 1987
- Habronattus banksi (Peckham & Peckham, 1901)
- Habronattus borealis (Banks, 1895)
- Habronattus brunneus (Peckham & Peckham, 1901)
- Habronattus bulbipes (Chamberlin & Ivie, 1941)
- Habronattus calcaratus (Banks, 1904)
  - Habronattus calcaratus agricola Griswold, 1987
  - Habronattus calcaratus maddisoni Griswold, 1987
- Habronattus californicus (Banks, 1904)
- Habronattus cambridgei Bryant, 1948
- Habronattus captiosus (Gertsch, 1934)
- Habronattus carolinensis (Peckham & Peckham, 1901)
- Habronattus carpus Griswold, 1987
- Habronattus ciboneyanus Griswold, 1987
- Habronattus clypeatus (Banks, 1895)
- Habronattus cockerelli (Banks, 1901)
- Habronattus coecatus (Hentz, 1846)
- Habronattus cognatus (Peckham & Peckham, 1901)
- Habronattus conjunctus (Banks, 1898)
- Habronattus contingens (Chamberlin, 1925)
- Habronattus cuspidatus Griswold, 1987
- Habronattus decorus (Blackwall, 1846)
- Habronattus delectus (Peckham & Peckham, 1909)
- Habronattus divaricatus (Banks, 1898)
- Habronattus dorotheae (Gertsch & Mulaik, 1936)
- Habronattus dossenus Griswold, 1987
- Habronattus elegans (Peckham & Peckham, 1901)
- Habronattus encantadas Griswold, 1987
- Habronattus ensenadae (Petrunkevitch, 1930)
- Habronattus facetus (Petrunkevitch, 1930)
- Habronattus fallax (Peckham & Peckham, 1909)
- Habronattus festus (Peckham & Peckham, 1901)
- Habronattus formosus (Banks, 1906)
- Habronattus forticulus (Gertsch & Mulaik, 1936)
- Habronattus georgiensis (Chamberlin & Ivie, 1944)
- Habronattus geronimoi Griswold, 1987
- Habronattus gigas Griswold, 1987
- Habronattus hallani (Richman, 1973)
- Habronattus hirsutus (Peckham & Peckham, 1888)
- Habronattus huastecanus Griswold, 1987
- Habronattus icenoglei (Griswold, 1979)
- Habronattus iviei Griswold, 1987
- Habronattus jucundus (Peckham & Peckham, 1909)
- Habronattus kawini (Griswold, 1979)
- Habronattus klauseri (Peckham & Peckham, 1901)
- Habronattus kubai (Griswold, 1979)
- Habronattus leuceres (Chamberlin, 1925)
- Habronattus mataxus Griswold, 1987
- Habronattus mexicanus (Peckham & Peckham, 1896)
- Habronattus moratus (Gertsch & Mulaik, 1936)
- Habronattus mustaciatus (Chamberlin & Ivie, 1941)
- Habronattus nahuatlanus Griswold, 1987
- Habronattus nemoralis (Peckham & Peckham, 1901)
- Habronattus neomexicanus (Chamberlin, 1925)
- Habronattus nesiotus Griswold, 1987
- Habronattus notialis Griswold, 1987
- Habronattus ocala Griswold, 1987
- Habronattus ophrys Griswold, 1987
- Habronattus orbus Griswold, 1987
- Habronattus oregonensis (Peckham & Peckham, 1888)
- Habronattus paratus (Peckham & Peckham, 1896)
- Habronattus peckhami (Banks, 1921)
- Habronattus pochtecanus Griswold, 1987
- Habronattus pretiosus Bryant, 1947
- Habronattus pugillis Griswold, 1987
- Habronattus pyrrithrix (Chamberlin, 1924)
- Habronattus renidens Griswold, 1987
- Habronattus rufescens (Berland, 1934)
- Habronattus sabulosus (Peckham & Peckham, 1901)
- Habronattus sansoni (Emerton, 1915)
- Habronattus schlingeri (Griswold, 1979)
- Habronattus signatus (Banks, 1900)
- Habronattus simplex (Peckham & Peckham, 1901)
- Habronattus sugillatus Griswold, 1987
- Habronattus superciliosus (Peckham & Peckham, 1901)
- Habronattus tarascanus Griswold, 1987
- Habronattus tarsalis (Banks, 1904)
- Habronattus texanus (Chamberlin, 1924)
- Habronattus tlaxcalanus Griswold, 1987
- Habronattus tranquillus (Peckham & Peckham, 1901)
- Habronattus trimaculatus Bryant, 1945
- Habronattus tuberculatus (Gertsch & Mulaik, 1936)
- Habronattus ustulatus (Griswold, 1979)
- Habronattus velivolus Griswold, 1987
- Habronattus venatoris Griswold, 1987
- Habronattus virgulatus Griswold, 1987
- Habronattus viridipes (Hentz, 1846)
- Habronattus waughi (Emerton, 1926)
- Habronattus zapotecanus Griswold, 1987
- Habronattus zebraneus F. O. P.-Cambridge, 1901

## Hakka
Hakka Berry & Prószyński, 2001
- Hakka himeshimensis (Dönitz & Strand, 1906)

## Haplopsecas
Haplopsecas Caporiacco, 1955
- Haplopsecas annulipes Caporiacco, 1955

## Harmochirus
Harmochirus Simon, 1885
- Harmochirus bianoriformis (Strand, 1907)
- Harmochirus brachiatus (Thorell, 1877)
- Harmochirus duboscqi (Berland & Millot, 1941)
- Harmochirus insulanus (Kishida, 1914)
- Harmochirus lloydi Narayan, 1915
- Harmochirus luculentus Simon, 1886
- Harmochirus pineus Xiao & Wang, 2005
- Harmochirus zabkai Logunov, 2001

## Hasarina
Hasarina Schenkel, 1963
- Hasarina contortospinosa Schenkel, 1963

## Hasarius
Hasarius Simon, 1871
- Hasarius adansoni (Audouin, 1826)
- Hasarius bellicosus Peckham & Peckham, 1896
- Hasarius berlandi Lessert, 1925
- Hasarius biprocessiger Lessert, 1927
- Hasarius bisetatus Franganillo, 1930
- Hasarius cheliceroides Borowiec & Wesolowska, 2002
- Hasarius dactyloides (Xie, Peng & Kim, 1993)
- Hasarius egaenus Thorell, 1895
- Hasarius glaucus Hogg, 1915
- Hasarius inhonestus Keyserling, 1881
- Hasarius insignis Simon, 1886
- Hasarius insularis Wesolowska & van Harten, 2002
- Hasarius kulczynskii Żabka, 1985
- Hasarius kweilinensis (Prószyński, 1992)
- Hasarius lisei Bauab & Soares, 1982
- Hasarius mahensis Wanless, 1984
- Hasarius mccooki Thorell, 1892
- Hasarius mulciber Keyserling, 1881
- Hasarius obscurus Keyserling, 1881
- Hasarius orientalis (Żabka, 1985)
- Hasarius pauciaculeis Caporiacco, 1941
- Hasarius peckhami Petrunkevitch, 1914
- Hasarius roeweri Lessert, 1925
- Hasarius rufociliatus Simon, 1898
- Hasarius rusticus Thorell, 1887
- Hasarius testaceus (Thorell, 1877)
- Hasarius trivialis (Thorell, 1877)
- Hasarius tropicus Jastrzebski, 2010

## Havaika
Havaika Prószyński, 2002
- Havaika albociliata (Simon, 1900)
- Havaika arnedoi Prószyński, 2008
- Havaika beattyi Prószyński, 2008
- Havaika berlandi Prószyński, 2008
- Havaika berryorum Prószyński, 2008
- Havaika canosa (Simon, 1900)
- Havaika ciliata Prószyński, 2008
- Havaika cruciata (Simon, 1900)
- Havaika flavipes (Berland, 1933)
- Havaika gillespieae Prószyński, 2008
- Havaika gressitti Prószyński, 2008
- Havaika jamiesoni Prószyński, 2002
- Havaika kahiliensis Prószyński, 2008
- Havaika kauaiensis Prószyński, 2008
- Havaika kraussi Prószyński, 2008
- Havaika mananensis Prószyński, 2008
- Havaika mauiensis Prószyński, 2008
- Havaika navata (Simon, 1900)
- Havaika nigrolineata (Berland, 1933)
- Havaika oceanica Prószyński, 2008
- Havaika pubens (Simon, 1900)
- Havaika senicula (Simon, 1900)
- Havaika tantalensis Prószyński, 2008
- Havaika triangulifera (Berland, 1933)
- Havaika valida (Simon, 1900)
- Havaika verecunda (Simon, 1900)

## Helicius
Helicius Żabka, 1981
- Helicius chikunii (Logunov & Marusik, 1999)
- Helicius cylindratus (Karsch, 1879)
- Helicius hillaryi Żabka, 1981
- Helicius kimjoopili Kim, 1995
- Helicius yaginumai Bohdanowicz & Prószyński, 1987

## Heliophanillus
Heliophanillus Prószyński, 1989
- Heliophanillus conspiciendus Wesolowska & van Harten, 2010
- Heliophanillus fulgens (O. P.-Cambridge, 1872)
- Heliophanillus metallifer Wesolowska & van Harten, 2010
- Heliophanillus suedicola (Simon, 1901)

## Heliophanoides
Heliophanoides Prószyński, 1992
- Heliophanoides bhutanicus Prószyński, 1992
- Heliophanoides epigynalis Prószyński, 1992
- Heliophanoides spermathecalis Prószyński, 1992

## Heliophanus
Heliophanus C. L. Koch, 1833
- Heliophanus abditus Wesolowska, 1986
- Heliophanus aberdarensis Wesolowska, 1986
- Heliophanus activus (Blackwall, 1877)
- Heliophanus acutissimus Wesolowska, 1986
- Heliophanus aeneus (Hahn, 1832)
- Heliophanus aethiopicus Wesolowska, 2003
- Heliophanus africanus Wesolowska, 1986
- Heliophanus agricola Wesolowska, 1986
- Heliophanus agricoloides Wunderlich, 1987
- Heliophanus alienus Wesolowska, 1986
- Heliophanus anymphos Wesolowska, 2003
- Heliophanus apiatus Simon, 1868
- Heliophanus auratus C. L. Koch, 1835
  - Heliophanus auratus mediocinctus Kulczyński, 1898
- Heliophanus aviculus Berland & Millot, 1941
- Heliophanus baicalensis Kulczyński, 1895
- Heliophanus bellus Wesolowska, 1986
- Heliophanus berlandi Lawrence, 1937
- Heliophanus bisulcus Wesolowska, 1986
- Heliophanus bolensis Wesolowska, 2003
- Heliophanus brevis Wesolowska, 2003
- Heliophanus butemboensis Wesolowska, 1986
- Heliophanus camtschadalicus Kulczyński, 1885
- Heliophanus canariensis Wesolowska, 1986
- Heliophanus capensis Wesolowska, 1986
- Heliophanus capicola Simon, 1901
- Heliophanus cassinicola Simon, 1910
- Heliophanus charlesi Wesolowska, 2003
- Heliophanus chikangawanus Wesolowska, 1986
- Heliophanus chovdensis Prószyński, 1982
- Heliophanus claviger Simon, 1901
- Heliophanus congolensis Giltay, 1935
- Heliophanus conspicuus Wesolowska, 1986
- Heliophanus creticus Giltay, 1932
- Heliophanus crudeni Lessert, 1925
- Heliophanus cupreus (Walckenaer, 1802)
  - Heliophanus cupreus cuprescens (Simon, 1868)
  - Heliophanus cupreus globifer (Simon, 1868)
- Heliophanus curvidens (O. P.-Cambridge, 1872)
- Heliophanus cuspidatus Xiao, 2000
- Heliophanus dampfi Schenkel, 1923
- Heliophanus deamatus Peckham & Peckham, 1903
- Heliophanus debilis Simon, 1901
- Heliophanus decempunctatus (Caporiacco, 1941)
- Heliophanus decoratus L. Koch, 1875
- Heliophanus deformis Wesolowska, 1986
- Heliophanus demonstrativus Wesolowska, 1986
- Heliophanus deserticola Simon, 1901
- Heliophanus difficilis Wesolowska, 1986
- Heliophanus dubius C. L. Koch, 1835
- Heliophanus dunini Rakov & Logunov, 1997
- Heliophanus dux Wesolowska & van Harten, 1994
- Heliophanus eccentricus Ledoux, 2007
- Heliophanus edentulus Simon, 1871
- Heliophanus encifer Simon, 1871
- Heliophanus equester L. Koch, 1867
- Heliophanus erythropleurus Kulczyński, 1901
- Heliophanus eucharis Simon, 1887
- Heliophanus falcatus Wesolowska, 1986
- Heliophanus fascinatus Wesolowska, 1986
- Heliophanus feltoni Logunov, 2009
- Heliophanus flavipes (Hahn, 1832)
- Heliophanus forcipifer Kulczyński, 1895
- Heliophanus fuerteventurae Schmidt & Krause, 1996
- Heliophanus giltayi Lessert, 1933
- Heliophanus gladiator Wesolowska, 1986
- Heliophanus glaucus Bösenberg & Lenz, 1895
- Heliophanus gloriosus Wesolowska, 1986
- Heliophanus hamifer Simon, 1886
- Heliophanus harpago Simon, 1910
- Heliophanus hastatus Wesolowska, 1986
- Heliophanus heurtaultae Rollard & Wesolowska, 2002
- Heliophanus horrifer Wesolowska, 1986
- Heliophanus ibericus Wesolowska, 1986
- Heliophanus imerinensis Simon, 1901
- Heliophanus imperator Wesolowska, 1986
- Heliophanus improcerus Wesolowska, 1986
- Heliophanus innominatus Wesolowska, 1986
- Heliophanus insperatus Wesolowska, 1986
- Heliophanus iranus Wesolowska, 1986
- Heliophanus jacksoni Wesolowska, 2011
- Heliophanus japonicus Kishida, 1910
- Heliophanus kankanensis Berland & Millot, 1941
- Heliophanus kenyaensis Wesolowska, 1986
- Heliophanus kilimanjaroensis Wesolowska, 1986
- Heliophanus kochii Simon, 1868
- Heliophanus koktas Logunov, 1992
- Heliophanus konradthaleri Logunov, 2009
- Heliophanus kovacsi Wesolowska, 2003
- Heliophanus lawrencei Wesolowska, 1986
- Heliophanus lesserti Wesolowska, 1986
- Heliophanus leucopes Wesolowska, 2003
- Heliophanus lineiventris Simon, 1868
- Heliophanus macentensis Berland & Millot, 1941
- Heliophanus machaerodus Simon, 1909
- Heliophanus maculatus Karsch, 1878
- Heliophanus malus Wesolowska, 1986
- Heliophanus maralal Wesolowska, 2003
- Heliophanus marshalli Peckham & Peckham, 1903
- Heliophanus mauricianus Simon, 1901
- Heliophanus megae Wesolowska, 2003
- Heliophanus melinus L. Koch, 1867
- Heliophanus menemeriformis Strand, 1907
- Heliophanus minutissimus (Caporiacco, 1941)
- Heliophanus mirabilis Wesolowska, 1986
- Heliophanus modicus Peckham & Peckham, 1903
- Heliophanus montanus Wesolowska, 2006
- Heliophanus mordax (O. P.-Cambridge, 1872)
- Heliophanus mucronatus Simon, 1901
- Heliophanus nanus Wesolowska, 2003
- Heliophanus nobilis Wesolowska, 1986
- Heliophanus ochrichelis Strand, 1907
- Heliophanus orchesta Simon, 1886
- Heliophanus orchestioides Lessert, 1925
- Heliophanus papyri Wesolowska, 2003
- Heliophanus parvus Wesolowska & van Harten, 1994
- Heliophanus patagiatus Thorell, 1875
  - Heliophanus patagiatus albolineatus Kulczyński, 1901
- Heliophanus patellaris Simon, 1901
- Heliophanus paulus Wesolowska, 1986
- Heliophanus pauper Wesolowska, 1986
- Heliophanus peckhami Simon, 1902
- Heliophanus pistaciae Wesolowska, 2003
- Heliophanus portentosus Wesolowska, 1986
- Heliophanus potanini Schenkel, 1963
- Heliophanus pratti Peckham & Peckham, 1903
- Heliophanus proszynskii Wesolowska, 2003
- Heliophanus pygmaeus Wesolowska & Russell-Smith, 2000
- Heliophanus ramosus Wesolowska, 1986
- Heliophanus redimitus Simon, 1910
- Heliophanus robustus Berland & Millot, 1941
- Heliophanus rufithorax Simon, 1868
- Heliophanus rutrosus Wesolowska, 2003
- Heliophanus saudis Prószyński, 1989
- Heliophanus semirasus Lawrence, 1928
- Heliophanus similior Ledoux, 2007
- Heliophanus simplex Simon, 1868
- Heliophanus sororius Wesolowska, 2003
- Heliophanus splendidus Wesolowska, 2003
- Heliophanus stylifer Simon, 1878
- Heliophanus tenuitas Wesolowska, 2011
- Heliophanus termitophagus Wesolowska & Haddad, 2002
- Heliophanus thaleri Wesolowska, 2009
- Heliophanus transvaalicus Simon, 1901
- Heliophanus trepidus Simon, 1910
- Heliophanus tribulosus Simon, 1868
- Heliophanus tristis Wesolowska, 2003
- Heliophanus turanicus Charitonov, 1969
- Heliophanus undecimmaculatus Caporiacco, 1941
- Heliophanus ussuricus Kulczyński, 1895
- Heliophanus uvirensis Wesolowska, 1986
- Heliophanus validus Wesolowska, 1986
- Heliophanus variabilis (Vinson, 1863)
- Heliophanus verus Wesolowska, 1986
- Heliophanus villosus Wesolowska, 1986
- Heliophanus wesolowskae Rakov & Logunov, 1997
- Heliophanus wulingensis Peng & Xie, 1996
- Heliophanus xanthopes Wesolowska, 2003
- Heliophanus xerxesi Logunov, 2009

## Helpis
Helpis Simon, 1901
- Helpis gracilis Gardzinska, 1996
- Helpis kenilworthi Żabka, 2002
- Helpis longichelis Strand, 1915
- Helpis longipalpis Gardzińska & Żabka, 2010
- Helpis minitabunda (L. Koch, 1880)
- Helpis occidentalis Simon, 1909
- Helpis risdonica Żabka, 2002
- Helpis tasmanica Żabka, 2002

## Helvetia
Helvetia Peckham & Peckham, 1894
- Helvetia albovittata Simon, 1901
- Helvetia cancrimana (Taczanowski, 1872)
- Helvetia galianoae Ruiz & Brescovit, 2008
- Helvetia humillima (Mello-Leitão, 1943)
- Helvetia labiata Ruiz & Brescovit, 2008
- Helvetia rinaldiae Ruiz & Brescovit, 2008
- Helvetia riojanensis Galiano, 1965
- Helvetia roeweri (Soares & Camargo, 1948)
- Helvetia santarema Peckham & Peckham, 1894
- Helvetia semialba (Simon, 1901)
- Helvetia stridulans Ruiz & Brescovit, 2008

## Hentzia
Hentzia Marx, 1883
- Hentzia alamosa Richman, 2010
- Hentzia antillana Bryant, 1940
- Hentzia audax Bryant, 1940
- Hentzia calypso Richman, 1989
- Hentzia chekika Richman, 1989
- Hentzia cubana Richman, 1989
- Hentzia elegans (Keyserling, 1885)
- Hentzia fimbriata (F. O. P.-Cambridge, 1901)
- Hentzia footei (Petrunkevitch, 1914)
- Hentzia grenada (Peckham & Peckham, 1894)
- Hentzia mandibularis (Bryant, 1943)
- Hentzia mitrata (Hentz, 1846)
- Hentzia palmarum (Hentz, 1832)
- Hentzia parallela (Peckham & Peckham, 1894)
- Hentzia pima Richman, 1989
- Hentzia poenitens (Chamberlin, 1924)
- Hentzia squamata (Petrunkevitch, 1930)
- Hentzia tibialis Bryant, 1940
- Hentzia vernalis (Peckham & Peckham, 1893)
- Hentzia vittata (Keyserling, 1885)
- Hentzia whitcombi Richman, 1989
- Hentzia zombia Richman, 1989

## Heratemita
Heratemita Strand, 1932
- Heratemita alboplagiata (Simon, 1899)
- Heratemita chrysozona (Simon, 1899)

## Hermotimus
Hermotimus Simon, 1903
- Hermotimus coriaceus Simon, 1903

## Hindumanes
Hindumanes Logunov, 2004
- Hindumanes karnatakaensis (Tikader & Biswas, 1978)

## Hinewaia
Hinewaia Żabka & Pollard, 2002
- Hinewaia embolica Żabka & Pollard, 2002

## Hispo
Hispo Simon, 1886
- Hispo alboclypea Wanless, 1981
- Hispo alboguttata Simon, 1903
- Hispo bipartita Simon, 1903
- Hispo cingulata Simon, 1886
- Hispo frenata (Simon, 1900)
- Hispo georgius (Peckham & Peckham, 1892)
- Hispo macfarlanei Wanless, 1981
- Hispo pullata Wanless, 1981
- Hispo striolata Simon, 1898
- Hispo sulcata Wanless, 1981
- Hispo tenuis Wanless, 1981

## Hisukattus
Hisukattus Galiano, 1987
- Hisukattus alienus Galiano, 1987
- Hisukattus simplex (Mello-Leitão, 1944)
- Hisukattus transversalis Galiano, 1987
- Hisukattus tristis (Mello-Leitão, 1944)

## Holcolaetis
Holcolaetis Simon, 1886
- Holcolaetis albobarbata Simon, 1910
- Holcolaetis clarki Wanless, 1985
- Holcolaetis cothurnata (Gerstäcker, 1873)
- Holcolaetis dyali Roewer, 1951
- Holcolaetis strandi Caporiacco, 1940
- Holcolaetis vellerea Simon, 1910
- Holcolaetis xerampelina Simon, 1886
- Holcolaetis zuluensis Lawrence, 1937

## Holoplatys
Holoplatys Simon, 1885
- Holoplatys apressus (Powell, 1873)
- Holoplatys bicolor Simon, 1901
- Holoplatys bicoloroides Żabka, 1991
- Holoplatys borali Żabka, 1991
- Holoplatys braemarensis Żabka, 1991
- Holoplatys bramptonensis Żabka, 1991
- Holoplatys canberra Żabka, 1991
- Holoplatys carolinensis Berry, Beatty & Prószyński, 1996
- Holoplatys chudalupensis Żabka, 1991
- Holoplatys colemani Żabka, 1991
- Holoplatys complanata (L. Koch, 1879)
- Holoplatys complanatiformis Żabka, 1991
- Holoplatys daviesae Żabka, 1991
- Holoplatys dejongi Żabka, 1991
- Holoplatys desertina Żabka, 1991
- Holoplatys embolica Żabka, 1991
- Holoplatys fusca (Karsch, 1878)
- Holoplatys grassalis Żabka, 1991
- Holoplatys invenusta (L. Koch, 1879)
- Holoplatys jardinensis Żabka, 1991
- Holoplatys julimarina Żabka, 1991
- Holoplatys kalgoorlie Żabka, 1991
- Holoplatys kempensis Żabka, 1991
- Holoplatys lhotskyi Żabka, 1991
- Holoplatys mascordi Żabka, 1991
- Holoplatys meda Żabka, 1991
- Holoplatys minuta Żabka, 1991
- Holoplatys oakensis Żabka, 1991
- Holoplatys panthera Żabka, 1991
- Holoplatys pedder Żabka, 1991
- Holoplatys pemberton Żabka, 1991
- Holoplatys planissima (L. Koch, 1879)
  - Holoplatys planissima occidentalis Thorell, 1890
- Holoplatys queenslandica Żabka, 1991
- Holoplatys rainbowi Żabka, 1991
- Holoplatys semiplanata Żabka, 1991
- Holoplatys strzeleckii Żabka, 1991
- Holoplatys tasmanensis Żabka, 1991
- Holoplatys windjanensis Żabka, 1991

## Homalattus
Homalattus White, 1841
- Homalattus coriaceus Simon, 1902
- Homalattus marshalli Peckham & Peckham, 1903
- Homalattus obscurus Peckham & Peckham, 1903
- Homalattus punctatus Peckham & Peckham, 1903
- Homalattus pustulatus (White, 1841)
- Homalattus similis Peckham & Peckham, 1903

## Huntiglennia
Huntiglennia Żabka & Gray, 2004
- Huntiglennia williamsi Żabka & Gray, 2004

## Hurius
Hurius Simon, 1901
- Hurius aeneus (Mello-Leitão, 1941)
- Hurius petrohue Galiano, 1985
- Hurius pisac Galiano, 1985
- Hurius vulpinus Simon, 1901

## Hyctiota
Hyctiota Strand, 1911
- Hyctiota banda Strand, 1911

## Hyetussa
Hyetussa Simon, 1902
- Hyetussa aguilari Galiano, 1978
- Hyetussa andalgalaensis Galiano, 1976
- Hyetussa cribrata (Simon, 1901)
- Hyetussa mesopotamica Galiano, 1976
- Hyetussa secta (Mello-Leitão, 1944)
- Hyetussa simoni Galiano, 1976

## Hyllus
Hyllus C. L. Koch, 1846
- Hyllus acutus (Blackwall, 1877)
- Hyllus aethiopicus Strand, 1906
- Hyllus africanus Lessert, 1927
- Hyllus albofasciatus Thorell, 1899
- Hyllus albomarginatus (Lenz, 1886)
- Hyllus albooculatus (Vinson, 1863)
- Hyllus alboplagiatus Thorell, 1899
- Hyllus angustivulvus Caporiacco, 1940
- Hyllus argyrotoxus Simon, 1902
- Hyllus atroniveus Caporiacco, 1940
- Hyllus aubryi (Lucas, 1858)
- Hyllus bifasciatus Ono, 1993
- Hyllus bos (Sundevall, 1833)
- Hyllus brevitarsis Simon, 1902
- Hyllus carbonarius Lessert, 1927
- Hyllus congoensis Lessert, 1927
- Hyllus cornutus (Blackwall, 1866)
- Hyllus decellei Wanless & Clark, 1975
- Hyllus decoratus Thorell, 1887
- Hyllus deyrollei (Lucas, 1858)
- Hyllus diardi (Walckenaer, 1837)
- Hyllus dotatus (Peckham & Peckham, 1903)
- Hyllus duplicidentatus Caporiacco, 1941
- Hyllus erlangeri Strand, 1906
- Hyllus flavescens Simon, 1902
- Hyllus fur Strand, 1906
- Hyllus fusciventris Strand, 1906
- Hyllus giganteus C. L. Koch, 1846
  - Hyllus giganteus whitei Thorell, 1877
- Hyllus gulosus (Simon, 1877)
- Hyllus holochalceus Simon, 1910
- Hyllus insularis Metzner, 1999
- Hyllus interrogationis (Strand, 1907)
- Hyllus jallae Pavesi, 1897
- Hyllus janthinus (C. L. Koch, 1846)
- Hyllus juanensis Strand, 1907
- Hyllus keratodes (Hasselt, 1882)
- Hyllus lacertosus (C. L. Koch, 1846)
  - Hyllus lacertosus borneensis (Thorell, 1892)
- Hyllus leucomelas (Lucas, 1858)
- Hyllus lugubrellus Strand, 1908
- Hyllus lugubris (Vinson, 1863)
- Hyllus lwoffi Berland & Millot, 1941
- Hyllus madagascariensis (Vinson, 1863)
- Hyllus manensis Strand, 1906
- Hyllus maskaranus Barrion & Litsinger, 1995
- Hyllus minahassae Merian, 1911
- Hyllus mniszechi (Lucas, 1858)
- Hyllus multiaculeatus Caporiacco, 1949
- Hyllus nebulosus Peckham & Peckham, 1907
- Hyllus nossibeensis Strand, 1907
- Hyllus nummularis (Gerstäcker, 1873)
- Hyllus pachypoessae Strand, 1907
- Hyllus plexippoides Simon, 1906
- Hyllus pudicus Thorell, 1895
- Hyllus pulcherrimus Peckham & Peckham, 1907
- Hyllus pupillatus (Fabricius, 1793)
- Hyllus ramadanii Wesolowska & Russell-Smith, 2000
- Hyllus remotus Wesolowska & A. Russell-Smith, 2011
- Hyllus robinsoni Hogg, 1919
- Hyllus rotundithorax Wesolowska & Russell-Smith, 2000
- Hyllus sansibaricus Roewer, 1951
- Hyllus semicupreus (Simon, 1885)
- Hyllus senegalensis (C. L. Koch, 1846)
- Hyllus stigmatias (L. Koch, 1875)
- Hyllus suillus Thorell, 1899
- Hyllus thyeniformis Strand, 1906
- Hyllus treleaveni Peckham & Peckham, 1902
- Hyllus tuberculatus Wanless & Clark, 1975
- Hyllus viduatus Caporiacco, 1940
- Hyllus vinsoni (Peckham & Peckham, 1885)
- Hyllus virgillus Strand, 1907
- Hyllus walckenaeri (White, 1846)

## Hypaeus
Hypaeus Simon, 1900
- Hypaeus annulifer Simon, 1900
- Hypaeus barromachadoi Caporiacco, 1947
- Hypaeus benignus (Peckham & Peckham, 1885)
- Hypaeus concinnus Simon, 1900
- Hypaeus cucullatus Simon, 1900
- Hypaeus duodentatus Crane, 1943
- Hypaeus estebanensis Simon, 1900
- Hypaeus flavipes Simon, 1900
- Hypaeus flemingi Crane, 1943
- Hypaeus frontosus Simon, 1900
- Hypaeus ignicomus Simon, 1900
- Hypaeus luridomaculatus Simon, 1900
- Hypaeus miles Simon, 1900
- Hypaeus mystacalis (Taczanowski, 1878)
- Hypaeus nigrocomosus Simon, 1900
- Hypaeus porcatus (Taczanowski, 1871)
- Hypaeus quadrinotatus Simon, 1900
- Hypaeus taczanowskii (Mello-Leitão, 1948)
- Hypaeus triplagiatus Simon, 1900
- Hypaeus venezuelanus Simon, 1900

## Hypoblemum
Hypoblemum Peckham & Peckham, 1886
- Hypoblemum albovittatum (Keyserling, 1882)
- Hypoblemum villosum (Keyserling, 1883)

## Icius
Icius Simon, 1876
- Icius abnormis Denis, 1958
- Icius bilobus Yang & Tang, 1996
- Icius brunellii Caporiacco, 1940
- Icius cervinus Simon, 1878
- Icius congener (Simon, 1871)
- Icius crassipes (Simon, 1868)
- Icius daisetsuzanus Saito, 1934
- Icius dendryphantoides Strand, 1909
- Icius desertorum Simon, 1901
- Icius glaucochirus (Thorell, 1890)
- Icius gyirongensis Hu, 2001
- Icius hamatus (C. L. Koch, 1846)
- Icius hongkong Song et al., 1997
- Icius ildefonsus Chamberlin, 1924
- Icius inhonestus Keyserling, 1878
- Icius insolidus (Wesolowska, 1999)
- Icius insolitus Alicata & Cantarella, 1994
- Icius lamellatus Wunderlich, 2011
- Icius mbitaensis Wesolowska, 2011
- Icius minimus Wesolowska & Tomasiewicz, 2008
- Icius nebulosus (Simon, 1868)
- Icius nigricaudus Wesolowska & Haddad, 2009
- Icius ocellatus Pavesi, 1883
- Icius olokomei Wesolowska & A. Russell-Smith, 2011
- Icius pallidulus Nakatsudi, 1943
- Icius peculiaris Wesolowska & Tomasiewicz, 2008
- Icius pseudocellatus Strand, 1907
- Icius pulchellus Haddad & Wesolowska, 2011
- Icius separatus Banks, 1903
- Icius simoni Alicata & Cantarella, 1994
- Icius steelae Logunov, 2004
- Icius subinermis Simon, 1937
- Icius testaceolineatus (Lucas, 1846)
- Icius yadongensis Hu, 2001

## Idastrandia
Idastrandia Strand, 1929
- Idastrandia orientalis (Szombathy, 1915)

## Ilargus
Ilargus Simon, 1901
- Ilargus coccineus Simon, 1901
- Ilargus nitidisquamulatus Soares & Camargo, 1948
- Ilargus singularis Caporiacco, 1955

## Imperceptus
Imperceptus Prószyński, 1992
- Imperceptus minutus Prószyński, 1992

## Indomarengo
Indomarengo Benjamin, 2004
- Indomarengo chandra Benjamin, 2004
- Indomarengo sarawakensis Benjamin, 2004
- Indomarengo thomsoni (Wanless, 1978)

## Iona
Iona Peckham & Peckham, 1886
- Iona nigrovittata (Keyserling, 1882)

## Iranattus
Iranattus Prószyński, 1992
- Iranattus rectangularis Prószyński, 1992

## Irura
Irura Peckham & Peckham, 1901
- Irura bicolor Żabka, 1985
- Irura hamatapophysis (Peng & Yin, 1991)
- Irura longiochelicera (Peng & Yin, 1991)
- Irura mandarina Simon, 1903
- Irura prima (Żabka, 1985)
- Irura pulchra Peckham & Peckham, 1901
- Irura pygaea (Thorell, 1891)
- Irura trigonapophysis (Peng & Yin, 1991)
- Irura yueluensis (Peng & Yin, 1991)
- Irura yunnanensis (Peng & Yin, 1991)

## Itata
Itata Peckham & Peckham, 1894
- Itata completa (Banks, 1929)
- Itata isabellina (Taczanowski, 1878)
- Itata partita Mello-Leitão, 1930
- Itata tipuloides Simon, 1901
- Itata vadia Peckham & Peckham, 1894

## Jacksonoides
Jacksonoides Wanless, 1988
- Jacksonoides distinctus Wanless, 1988
- Jacksonoides eileenae Wanless, 1988
- Jacksonoides kochi (Simon, 1900)
- Jacksonoides nubilis Wanless, 1988
- Jacksonoides queenslandicus Wanless, 1988
- Jacksonoides simplexipalpis Wanless, 1988
- Jacksonoides subtilis Wanless, 1988

## Jajpurattus
Jajpurattus Prószyński, 1992
- Jajpurattus incertus Prószyński, 1992

## Jaluiticola
Jaluiticola Roewer, 1944
- Jaluiticola hesslei Roewer, 1944

## Jollas
Jollas Simon, 1901
- Jollas amazonicus Galiano, 1991
- Jollas armatus (Bryant, 1943)
- Jollas crassus (Bryant, 1943)
- Jollas geniculatus Simon, 1901
- Jollas hawkeswoodi Makhan, 2007
- Jollas lahorensis (Dyal, 1935)
- Jollas manantiales Galiano, 1991
- Jollas minutus (Petrunkevitch, 1930)
- Jollas paranacito Galiano, 1991
- Jollas pompatus (Peckham & Peckham, 1893)
- Jollas puntalara Galiano, 1991
- Jollas richardwellsi Makhan, 2009

## Jotus
Jotus L. Koch, 1881
- Jotus auripes L. Koch, 1881
- Jotus braccatus L. Koch, 1881
- Jotus debilis L. Koch, 1881
- Jotus frosti Peckham & Peckham, 1901
- Jotus insulanus Rainbow, 1920
- Jotus maculivertex Strand, 1911
- Jotus minutus L. Koch, 1881
- Jotus ravus (Urquhart, 1893)

## Judalana
Judalana Rix, 1999
- Judalana lutea Rix, 1999

## Kalcerrytus
Kalcerrytus Galiano, 2000
- Kalcerrytus amapari Galiano, 2000
- Kalcerrytus carvalhoi (Bauab & Soares, 1978)
- Kalcerrytus chimore Galiano, 2000
- Kalcerrytus edwardsi Ruiz & Brescovit, 2003
- Kalcerrytus excultus (Simon, 1902)
- Kalcerrytus falcatus Ruiz & Brescovit, 2003
- Kalcerrytus kikkri Galiano, 2000
- Kalcerrytus leucodon (Taczanowski, 1878)
- Kalcerrytus limoncocha Galiano, 2000
- Kalcerrytus mberuguarus Ruiz & Brescovit, 2003
- Kalcerrytus merretti Galiano, 2000
- Kalcerrytus nauticus Galiano, 2000
- Kalcerrytus odontophorus Ruiz & Brescovit, 2003
- Kalcerrytus rosamariae Ruiz & Brescovit, 2003
- Kalcerrytus salsicha Ruiz & Brescovit, 2003

## Katya
Katya Prószyński & Deeleman-Reinhold, 2010
- Katya florescens Prószyński & Deeleman-Reinhold, 2010
- Katya ijensis Prószyński & Deeleman-Reinhold, 2010
- Katya inornata Prószyński & Deeleman-Reinhold, 2010

## Kima
Kima Peckham & Peckham, 1902
- Kima africana Peckham & Peckham, 1902
- Kima atra Wesolowska & Russell-Smith, 2000
- Kima montana Wesolowska & Szeremeta, 2001
- Kima reimoseri (Lessert, 1927)
- Kima variabilis Peckham & Peckham, 1903

## Klamathia
Klamathia Peckham & Peckham, 1903
- Klamathia flava Peckham & Peckham, 1903

## Kupiuka
Kupiuka Ruiz, 2010
- Kupiuka adisi Ruiz, 2010
- Kupiuka extratheca Ruiz, 2010
- Kupiuka heteropicta Ruiz, 2010
- Kupiuka murici Ruiz, 2010
- Kupiuka overalli Ruiz, 2010
- Kupiuka paulista Ruiz, 2010
- Kupiuka taruman Ruiz, 2010
- Kupiuka vochysiae Ruiz, 2010

## Lagnus
Lagnus L. Koch, 1879
- Lagnus longimanus L. Koch, 1879
- Lagnus monteithorum Patoleta, 2008

## Lakarobius
Lakarobius Berry, Beatty & Prószyński, 1998
- Lakarobius alboniger Berry, Beatty & Prószyński, 1998

## Lamottella
Lamottella Rollard & Wesolowska, 2002
- Lamottella longipes Rollard & Wesolowska, 2002

## Langelurillus
Langelurillus Próchniewicz, 1994
- Langelurillus alboguttatus Wesolowska & Russell-Smith, 2000
- Langelurillus difficilis Wesolowska & Russell-Smith, 2000
- Langelurillus furcatus Wesolowska & Russell-Smith, 2000
- Langelurillus holmi Próchniewicz, 1994
- Langelurillus horrifer Rollard & Wesolowska, 2002
- Langelurillus ignorabilis Wesolowska & Cumming, 2008
- Langelurillus manifestus Wesolowska & Russell-Smith, 2000
- Langelurillus minutus Wesolowska & Cumming, 2011
- Langelurillus namibicus Wesolowska, 2011
- Langelurillus nigritus (Berland & Millot, 1941)
- Langelurillus orbicularis Wesolowska & Cumming, 2008
- Langelurillus primus Próchniewicz, 1994
- Langelurillus quadrimaculatus Wesolowska & A. Russell-Smith, 2011
- Langelurillus sibandai Wesolowska, 2011
- Langelurillus spinosus Próchniewicz, 1994

## Langerra
Langerra Żabka, 1985
- Langerra longicymbia Song & Chai, 1991
- Langerra oculina Żabka, 1985

## Langona
Langona Simon, 1901
- Langona alfensis Heciak & Prószyński, 1983
- Langona aperta (Denis, 1958)
- Langona atrata Peng & Li, 2008
- Langona avara Peckham & Peckham, 1903
- Langona bethae Wesolowska & Cumming, 2011
- Langona bhutanica Prószyński, 1978
- Langona biangula Peng, Li & Yang, 2004
- Langona bisecta Lawrence, 1927
- Langona bitumorata Próchniewicz & Heciak, 1994
- Langona bristowei Berland & Millot, 1941
- Langona fusca Wesolowska, 2011
- Langona goaensis Prószyński, 1992
- Langona hirsuta Haddad & Wesolowska, 2011
- Langona hongkong Song et al., 1997
- Langona improcera Wesolowska & Russell-Smith, 2000
- Langona kurracheensis Heciak & Prószyński, 1983
- Langona lotzi Haddad & Wesolowska, 2011
- Langona maculata Peng, Li & Yang, 2004
- Langona magna Caporiacco, 1947
- Langona maindroni (Simon, 1886)
- Langona mallezi (Denis, 1947)
- Langona manicata Simon, 1901
- Langona mediocris Wesolowska, 2000
- Langona minima Caporiacco, 1949
- Langona oreni Prószyński, 2000
- Langona pallida Prószyński, 1993
- Langona pallidula Logunov & Rakov, 1998
- Langona pecten Próchniewicz & Heciak, 1994
- Langona pilosa Wesolowska, 2006
- Langona redii (Audouin, 1826)
- Langona rufa Lessert, 1925
- Langona sabulosa Wesolowska, 2011
- Langona senegalensis Berland & Millot, 1941
- Langona simoni Heciak & Prószyński, 1983
- Langona tartarica (Charitonov, 1946)
- Langona tigrina (Simon, 1885)
- Langona tortuosa Wesolowska, 2011
- Langona trifoveolata (Lessert, 1927)
- Langona ukualuthensis Lawrence, 1927
- Langona vitiosa Wesolowska, 2006
- Langona warchalowskii Wesolowska, 2007
- Langona zimbabwensis Wesolowska & Cumming, 2011

## Lapsias
Lapsias Simon, 1900
- Lapsias ciliatus Simon, 1900
- Lapsias cyrboides Simon, 1900
- Lapsias estebanensis Simon, 1900
- Lapsias tovarensis Simon, 1901

## Laufeia
Laufeia Simon, 1889
- Laufeia aenea Simon, 1889
- Laufeia aerihirta (Urquhart, 1888)
- Laufeia eucola (Thorell, 1890)
- Laufeia keyserlingi (Thorell, 1890)
- Laufeia liujiapingensis Yang & Tang, 1997
- Laufeia perakensis (Simon, 1901)
- Laufeia proszynskii Song, Gu & Chen, 1988
- Laufeia sasakii Ikeda, 1998
- Laufeia scutigera Żabka, 1985
- Laufeia sicus Wu & Yang, 2008

## Lauharulla
Lauharulla Keyserling, 1883
- Lauharulla insulana Simon, 1901
- Lauharulla pretiosa Keyserling, 1883

## Lechia
Lechia Żabka, 1985
- Lechia squamata Żabka, 1985

## Leikung
Leikung Benjamin, 2004
- Leikung kinabaluensis Benjamin, 2004
- Leikung porosa (Wanless, 1978)

## Lepidemathis
Lepidemathis Simon, 1903
- Lepidemathis haemorrhoidalis (Simon, 1899)
- Lepidemathis sericea (Simon, 1899)
- Lepidemathis unicolor (Karsch, 1880)

## Leptathamas
Leptathamas Balogh, 1980
- Leptathamas paradoxus Balogh, 1980

## Leptorchestes
Leptorchestes Thorell, 1870
- Leptorchestes algerinus Wesolowska & Szeremeta, 2001
- Leptorchestes berolinensis (C. L. Koch, 1846)
- Leptorchestes mutilloides (Lucas, 1846)
- Leptorchestes peresi (Simon, 1868)
- Leptorchestes separatus Wesolowska & Szeremeta, 2001
- Leptorchestes sikorskii Prószyński, 2000

## Letoia
Letoia Simon, 1900
- Letoia ephippiata Simon, 1900

## Ligdus
Ligdus Thorell, 1895
- Ligdus chelifer Thorell, 1895

## Ligonipes
Ligonipes Karsch, 1878
- Ligonipes flavipes Rainbow, 1920
- Ligonipes illustris Karsch, 1878
- Ligonipes lacertosus (Thorell, 1881)
- Ligonipes semitectus (Simon, 1900)
- Ligonipes similis (Hasselt, 1882)
- Ligonipes synageloides (Szombathy, 1915)

## Ligurra
Ligurra Simon, 1903
- Ligurra aheneola (Simon, 1885)
- Ligurra latidens (Doleschall, 1859)
- Ligurra moniensis Prószyński & Deeleman-Reinhold, 2010
- Ligurra opelli Berry, Beatty & Prószyński, 1997

## Longarenus
Longarenus Simon, 1903
- Longarenus brachycephalus Simon, 1903

## Lophostica
Lophostica Simon, 1902
- Lophostica mauriciana Simon, 1902
- Lophostica minor Ledoux, 2007
- Lophostica nova Ledoux, 2007

## Lurio
Lurio Simon, 1901
- Lurio conspicuus Mello-Leitão, 1930
- Lurio crassichelis Berland, 1913
- Lurio lethierryi (Taczanowski, 1872)
- Lurio solennis (C. L. Koch, 1846)

## Lycidas
Lycidas Karsch, 1878
- Lycidas anomaliformis Żabka, 1987
- Lycidas anomalus Karsch, 1878
- Lycidas bitaeniatus (Keyserling, 1882)
- Lycidas chlorophthalmus (Simon, 1909)
- Lycidas chrysomelas (Simon, 1909)
- Lycidas dialeucus (L. Koch, 1881)
- Lycidas furvus Song & Chai, 1992
- Lycidas griseus (Keyserling, 1882)
- Lycidas heteropogon (Simon, 1909)
- Lycidas karschi Żabka, 1987
- Lycidas kochi Żabka, 1987
- Lycidas michaelseni (Simon, 1909)
- Lycidas nigriceps (Keyserling, 1882)
- Lycidas nigromaculatus (Keyserling, 1883)
- Lycidas obscurior (Simon, 1909)
- Lycidas piliger (Keyserling, 1882)
- Lycidas pilosus (Keyserling, 1882)
- Lycidas scutulatus (L. Koch, 1881)
- Lycidas speculifer (Simon, 1909)
- Lycidas vittatus (Keyserling, 1881)

## Lyssomanes
Lyssomanes Hentz, 1845
- Lyssomanes adisi Logunov, 2002
- Lyssomanes amazonicus Peckham & Wheeler, 1889
- Lyssomanes anchicaya Galiano, 1984
- Lyssomanes antillanus Peckham & Wheeler, 1889
  - Lyssomanes antillanus fasciatus Franganillo, 1935
- Lyssomanes austerus Peckham & Wheeler, 1889
- Lyssomanes belgranoi Galiano, 1984
- Lyssomanes benderi Logunov, 2002
- Lyssomanes bitaeniatus Peckham & Wheeler, 1889
- Lyssomanes blandus Peckham & Wheeler, 1889
- Lyssomanes boraceia Galiano, 1984
- Lyssomanes bryantae Chickering, 1946
- Lyssomanes burrera Jiménez & Tejas, 1993
- Lyssomanes camacanensis Galiano, 1980
- Lyssomanes ceplaci Galiano, 1980
- Lyssomanes consimilis Banks, 1929
- Lyssomanes convexus Banks, 1909
- Lyssomanes deinognathus F. O. P.-Cambridge, 1900
- Lyssomanes devotoi Mello-Leitão, 1917
- Lyssomanes dissimilis Banks, 1929
- Lyssomanes diversus Galiano, 1980
- Lyssomanes eatoni Chickering, 1946
- Lyssomanes ecuadoricus Logunov & Marusik, 2003
- Lyssomanes elegans F. O. P.-Cambridge, 1900
- Lyssomanes elongatus Galiano, 1980
- Lyssomanes euriensis Logunov, 2000
- Lyssomanes flagellum Kraus, 1955
- Lyssomanes fossor Galiano, 1996
- Lyssomanes hieroglyphicus Mello-Leitão, 1944
- Lyssomanes ipanemae Galiano, 1980
- Lyssomanes janauari Logunov & Marusik, 2003
- Lyssomanes jemineus Peckham & Wheeler, 1889
- Lyssomanes jucari Galiano, 1984
- Lyssomanes lancetillae Galiano, 1980
- Lyssomanes lehtineni Logunov, 2000
- Lyssomanes leucomelas Mello-Leitão, 1917
- Lyssomanes limpidus Galiano, 1980
- Lyssomanes longipes (Taczanowski, 1871)
- Lyssomanes malinche Galiano, 1980
- Lyssomanes mandibulatus F. O. P.-Cambridge, 1900
- Lyssomanes michae Brignoli, 1984
- Lyssomanes miniaceus Peckham & Wheeler, 1889
- Lyssomanes minor Schenkel, 1953
- Lyssomanes nigrofimbriatus Mello-Leitão, 1941
- Lyssomanes nigropictus Peckham & Wheeler, 1889
- Lyssomanes onkonensis Logunov & Marusik, 2003
- Lyssomanes parallelus Peckham & Wheeler, 1889
- Lyssomanes paravelox Logunov, 2002
- Lyssomanes parki Chickering, 1946
- Lyssomanes patens Peckham & Peckham, 1896
- Lyssomanes pauper Mello-Leitão, 1945
- Lyssomanes penicillatus Mello-Leitão, 1927
- Lyssomanes peruensis Logunov, 2000
- Lyssomanes pescadero Jiménez & Tejas, 1993
- Lyssomanes pichilingue Galiano, 1984
- Lyssomanes placidus Peckham & Wheeler, 1889
- Lyssomanes portoricensis Petrunkevitch, 1930
- Lyssomanes protarsalis F. O. P.-Cambridge, 1900
- Lyssomanes quadrinotatus Simon, 1900
- Lyssomanes reductus Peckham & Peckham, 1896
- Lyssomanes remotus Peckham & Peckham, 1896
- Lyssomanes robustus (Taczanowski, 1878)
- Lyssomanes romani Logunov, 2000
- Lyssomanes santarem Galiano, 1984
- Lyssomanes spiralis F. O. P.-Cambridge, 1900
- Lyssomanes sylvicola Galiano, 1980
- Lyssomanes taczanowskii Galiano, 1980
- Lyssomanes tapirapensis Galiano, 1996
- Lyssomanes tapuiramae Galiano, 1980
- Lyssomanes tarmae Galiano, 1980
- Lyssomanes temperatus Galiano, 1980
- Lyssomanes tenuis Peckham & Wheeler, 1889
- Lyssomanes trifurcatus F. O. P.-Cambridge, 1900
- Lyssomanes trinidadus Logunov & Marusik, 2003
- Lyssomanes tristis Peckham & Wheeler, 1889
- Lyssomanes unicolor (Taczanowski, 1871)
- Lyssomanes velox Peckham & Wheeler, 1889
- Lyssomanes vinocurae Galiano, 1996
- Lyssomanes viridis (Walckenaer, 1837)
- Lyssomanes waorani Logunov & Marusik, 2003
- Lyssomanes yacui Galiano, 1984

## Lystrocteisa
Lystrocteisa Simon, 1884
- Lystrocteisa myrmex Simon, 1884

## Mabellina
Mabellina Chickering, 1946
- Mabellina prescotti Chickering, 1946

## Macaroeris
Macaroeris Wunderlich, 1992
- Macaroeris albosignata Schmidt & Krause, 1996
- Macaroeris asiatica Logunov & Rakov, 1998
- Macaroeris cata (Blackwall, 1867)
- Macaroeris desertensis Wunderlich, 1992
- Macaroeris diligens (Blackwall, 1867)
- Macaroeris flavicomis (Simon, 1884)
- Macaroeris litoralis Wunderlich, 1992
- Macaroeris moebi (Bösenberg, 1895)
- Macaroeris nidicolens (Walckenaer, 1802)

## Macopaeus
Macopaeus Simon, 1900
- Macopaeus spinosus Simon, 1900

## Macutula
Macutula Ruiz, 2011
- Macutula aracoiaba Ruiz, 2011
- Macutula caruaru Ruiz, 2011
- Macutula santana Ruiz, 2011

## Madhyattus
Madhyattus Prószyński, 1992
- Madhyattus jabalpurensis Prószyński, 1992

## Maenola
Maenola Simon, 1900
- Maenola braziliana Soares & Camargo, 1948
- Maenola lunata Mello-Leitão, 1940
- Maenola starkei Simon, 1900

## Maeota
Maeota Simon, 1901
- Maeota dichrura Simon, 1901

## Maeotella
Maeotella Bryant, 1950
- Maeotella perplexa (Peckham & Peckham, 1901)

## Maevia
Maevia C. L. Koch, 1846
- Maevia albozonata Hasselt, 1882
- Maevia expansa Barnes, 1955
- Maevia gracilipes Taczanowski, 1878
- Maevia hobbsae Barnes, 1955
- Maevia inclemens (Walckenaer, 1837)
- Maevia intermedia Barnes, 1955
- Maevia michelsoni Barnes, 1955
- Maevia poultoni Peckham & Peckham, 1901
- Maevia quadrilineata Hasselt, 1882
- Maevia susiformis Taczanowski, 1878
- Maevia trilineata Taczanowski, 1878

## Mago
Mago O. P.-Cambridge, 1882
- Mago acutidens Simon, 1900
- Mago chickeringi (Caporiacco, 1954)
- Mago dentichelis Crane, 1949
- Mago fasciatus Mello-Leitão, 1940
- Mago fonsecai Soares & Camargo, 1948
- Mago intentus O. P.-Cambridge, 1882
- Mago longidens Simon, 1900
- Mago opiparis Simon, 1900
- Mago pauciaculeis (Caporiacco, 1947)
- Mago procax Simon, 1900
- Mago saperda Simon, 1900
- Mago silvae Crane, 1943
- Mago steindachneri (Taczanowski, 1878)
- Mago vicanus Simon, 1900

## Magyarus
Magyarus Żabka, 1985
- Magyarus typicus Żabka, 1985

## Maileus
Maileus Peckham & Peckham, 1907
- Maileus fuscus Peckham & Peckham, 1907

## Malloneta
Malloneta Simon, 1902
- Malloneta guineensis Simon, 1902

## Maltecora
Maltecora Simon, 1910
- Maltecora chrysochlora Simon, 1910
- Maltecora divina Simon, 1910
- Maltecora janthina Simon, 1910

## Mantisatta
Mantisatta Warburton, 1900
- Mantisatta longicauda Cutler & Wanless, 1973
- Mantisatta trucidans Warburton, 1900

## Mantius
Mantius Thorell, 1891
- Mantius armipotens Peckham & Peckham, 1907
- Mantius difficilis Peckham & Peckham, 1907
- Mantius frontosus (Simon, 1899)
- Mantius ravidus (Simon, 1899)
- Mantius russatus Thorell, 1891

## Maratus
Maratus Karsch, 1878
- Maratus amabilis Karsch, 1878
- Maratus linnaei Waldock, 2008
- Maratus mungaich Waldock, 1995
- Maratus pavonis (Dunn, 1947)
- Maratus rainbowi (Roewer, 1951)
- Maratus vespertilio (Simon, 1901)
- Maratus volans (O. P.-Cambridge, 1874)

## Marchena
Marchena Peckham & Peckham, 1909
- Marchena minuta (Peckham & Peckham, 1888)

## Marengo
Marengo Peckham & Peckham, 1892
- Marengo crassipes Peckham & Peckham, 1892
- Marengo deelemanae Benjamin, 2004
- Marengo inornata (Simon, 1900)
- Marengo nitida Simon, 1900
- Marengo rattotensis Benjamin, 2006
- Marengo striatipes Simon, 1900

## Margaromma
Margaromma Keyserling, 1882
- Margaromma doreyanum (Walckenaer, 1837)
- Margaromma funestum Keyserling, 1882
- Margaromma imperiosum Szombathy, 1915
- Margaromma insultans (Thorell, 1881)
- Margaromma namukana Roewer, 1944
- Margaromma nitidum Thorell, 1899
- Margaromma obscurum (Keyserling, 1882)
- Margaromma semirasum (Keyserling, 1882)
- Margaromma sexuale (Strand, 1911)
- Margaromma soligena Simon, 1901
- Margaromma spatiosum Peckham & Peckham, 1907
- Margaromma torquatum Simon, 1902

## Marma
Marma Simon, 1902
- Marma baeri Simon, 1902
- Marma femella (Caporiacco, 1955)
- Marma nigritarsis (Simon, 1900)

## Marpissa
Marpissa C. L. Koch, 1846
- Marpissa agricola (Peckham & Peckham, 1894)
- Marpissa anusuae Tikader & Biswas, 1981
- Marpissa arambagensis Biswas & Biswas, 1992
- Marpissa armifera Urquhart, 1892
- Marpissa balcanica (Kratochvíl, 1932)
- Marpissa bina (Hentz, 1846)
- Marpissa bryantae (Jones, 1945)
- Marpissa carinata Butt & Beg, 2000
- Marpissa dayapurensis Majumder, 2004
- Marpissa decorata Tikader, 1974
- Marpissa dentoides Barnes, 1958
- Marpissa endenae Biswas & Biswas, 1992
- Marpissa formosa (Banks, 1892)
- Marpissa fornicis (Dyal, 1935)
- Marpissa gangasagarensis Majumder, 2005
- Marpissa grata (Gertsch, 1936)
- Marpissa hieroglyphica Taczanowski, 1878
- Marpissa insignis Butt & Beg, 2000
- Marpissa kalapani Tikader, 1977
- Marpissa kalighatensis Biswas & Biswas, 1992
- Marpissa lakshmikantapurensis Majumder, 2004
- Marpissa lineata (C. L. Koch, 1846)
- Marpissa linzhiensis Hu, 2001
- Marpissa longiuscula (Simon, 1871)
- Marpissa manipuriensis Biswas & Biswas, 2004
- Marpissa milleri (Peckham & Peckham, 1894)
- Marpissa minor F. O. P.-Cambridge, 1901
- Marpissa mirabilis Butt & Beg, 2000
- Marpissa mizoramensis Biswas & Biswas, 2007
- Marpissa muscosa (Clerck, 1757)
- Marpissa mystacina Taczanowski, 1878
- Marpissa nitida Hu, 2001
- Marpissa nivoyi (Lucas, 1846)
- Marpissa nutanae Biswas & Biswas, 1984
- Marpissa obtusa Barnes, 1958
- Marpissa pauariensis Biswas & Roy, 2008
- Marpissa pikei (Peckham & Peckham, 1888)
- Marpissa pomatia (Walckenaer, 1802)
- Marpissa prathamae Biswas & Biswas, 1984
- Marpissa proszynskii Biswas & Begum, 1999
- Marpissa pulla (Karsch, 1879)
- Marpissa radiata (Grube, 1859)
- Marpissa raimondi Taczanowski, 1878
- Marpissa robusta (Banks, 1906)
- Marpissa rubriceps Mello-Leitão, 1922
- Marpissa singhi Monga, Singh & Sadana, 1989
- Marpissa soricina (Thorell, 1899)
- Marpissa sulcosa Barnes, 1958
- Marpissa tenebrosa Butt & Beg, 2000
- Marpissa tigrina Tikader, 1965
- Marpissa tikaderi Biswas, 1984
- Marpissa zaitzevi Mcheidze, 1997

## Martella
Martella Peckham & Peckham, 1892
- Martella amapa Galiano, 1996
- Martella bicavata (Chickering, 1946)
- Martella camba (Galiano, 1969)
- Martella furva (Chickering, 1946)
- Martella gandu Galiano, 1996
- Martella goianensis Galiano, 1969
- Martella lineatipes F. O. P.-Cambridge, 1900
- Martella maria Peckham & Peckham, 1892
- Martella mutillaeformis (Taczanowski, 1878)
- Martella pasteuri Galiano, 1996
- Martella pottsi Peckham & Peckham, 1892
- Martella utingae (Galiano, 1967)

## Mashonarus
Mashonarus Wesolowska & Cumming, 2002
- Mashonarus brandbergensis Wesolowska, 2006
- Mashonarus guttatus Wesolowska & Cumming, 2002

## Massagris
Massagris Simon, 1900
- Massagris honesta Wesolowska, 1993
- Massagris mirifica Peckham & Peckham, 1903
- Massagris natalensis Wesolowska & Haddad, 2009
- Massagris regina Wesolowska, 1993
- Massagris schisma Maddison & Zhang, 2006
- Massagris separata Wesolowska, 1993

## Matagaia
Matagaia Ruiz, Brescovit & Freitas, 2007
- Matagaia chromatopus Ruiz, Brescovit & Freitas, 2007

## Mburuvicha
Mburuvicha Scioscia, 1993
- Mburuvicha galianoae Scioscia, 1993

## Meata
Meata Żabka, 1985
- Meata fungiformis Xiao & Yin, 1991
- Meata typica Żabka, 1985
- Meata zabkai Prószyński & Deeleman-Reinhold, 2010

## Megaloastia
Megaloastia Żabka, 1995
- Megaloastia mainae Żabka, 1995

## Meleon
Meleon Wanless, 1984
- Meleon guineensis (Berland & Millot, 1941)
- Meleon insulanus Logunov & Azarkina, 2008
- Meleon kenti (Lessert, 1925)
- Meleon madagascarensis (Wanless, 1978)
- Meleon raharizonina Logunov & Azarkina, 2008
- Meleon russata (Simon, 1900)
- Meleon solitaria (Lessert, 1927)
- Meleon tsaratanana Logunov & Azarkina, 2008

## Mendoza
Mendoza Peckham & Peckham, 1894
- Mendoza canestrinii (Ninni, 1868)
- Mendoza dersuuzalai (Logunov & Wesolowska, 1992)
- Mendoza elongata (Karsch, 1879)
- Mendoza ibarakiensis (Bohdanowicz & Prószyński, 1987)
- Mendoza nobilis (Grube, 1861)
- Mendoza pulchra (Prószyński, 1981)
- Mendoza ryukyuensis Baba, 2007
- Mendoza zebra (Logunov & Wesolowska, 1992)

## Menemerus
Menemerus Simon, 1868
- Menemerus acuminatus Rainbow, 1912
- Menemerus affinis Wesolowska & van Harten, 2010
- Menemerus albocinctus Keyserling, 1890
- Menemerus animatus O. P.-Cambridge, 1876
- Menemerus arabicus Prószyński, 1993
- Menemerus bicolor Peckham & Peckham, 1896
- Menemerus bifurcus Wesolowska, 1999
- Menemerus bivittatus (Dufour, 1831)
- Menemerus brachygnathus (Thorell, 1887)
- Menemerus bracteatus (L. Koch, 1879)
- Menemerus brevibulbis (Thorell, 1887)
- Menemerus carlini (Peckham & Peckham, 1903)
- Menemerus congoensis Lessert, 1927
- Menemerus cummingorum Wesolowska, 2007
- Menemerus davidi Prószyński & Wesolowska, 1999
- Menemerus depressus Franganillo, 1930
- Menemerus desertus Wesolowska, 1999
- Menemerus dimidius (Schmidt, 1976)
- Menemerus eburnensis Berland & Millot, 1941
- Menemerus errabundus Logunov, 2010
- Menemerus fagei Berland & Millot, 1941
- Menemerus falsificus Simon, 1868
- Menemerus fasciculatus Franganillo, 1930
- Menemerus felix Hogg, 1922
- Menemerus formosus Wesolowska, 1999
- Menemerus fulvus (L. Koch, 1878)
- Menemerus guttatus Wesolowska, 1999
- Menemerus illigeri (Audouin, 1826)
- Menemerus kochi Bryant, 1942
- Menemerus legalli Berland & Millot, 1941
- Menemerus legendrei Schenkel, 1963
- Menemerus lesnei Lessert, 1936
- Menemerus lesserti Lawrence, 1927
- Menemerus magnificus Wesolowska, 1999
- Menemerus marginalis (Banks, 1909)
- Menemerus marginatus (Kroneberg, 1875)
- Menemerus meridionalis Wesolowska, 1999
- Menemerus minshullae Wesolowska, 1999
- Menemerus mirabilis Wesolowska, 1999
- Menemerus modestus Wesolowska, 1999
- Menemerus namibicus Wesolowska, 1999
- Menemerus natalis Wesolowska, 1999
- Menemerus nigeriensis Wesolowska & A. Russell-Smith, 2011
- Menemerus ochraceus Franganillo, 1930
- Menemerus pallescens Wesolowska & van Harten, 2007
- Menemerus paradoxus Wesolowska & van Harten, 1994
- Menemerus patellaris Wesolowska & van Harten, 2007
- Menemerus pentamaculatus Hu, 2001
- Menemerus pilosus Wesolowska, 1999
- Menemerus placidus Wesolowska, 1999
- Menemerus plenus Wesolowska & van Harten, 1994
- Menemerus proximus Franganillo, 1935
- Menemerus pulcher Wesolowska, 1999
- Menemerus rabaudi Berland & Millot, 1941
- Menemerus raji Dyal, 1935
- Menemerus regius Wesolowska, 1999
- Menemerus ridens (Hogg, 1914)
- Menemerus rubicundus Lawrence, 1928
- Menemerus sabulosus Wesolowska, 1999
- Menemerus schutzae Denis, 1961
- Menemerus semilimbatus (Hahn, 1829)
- Menemerus silver Wesolowska, 1999
- Menemerus soldani (Audouin, 1826)
- Menemerus taeniatus (L. Koch, 1867)
- Menemerus transvaalicus Wesolowska, 1999
- Menemerus tropicus Wesolowska, 2007
- Menemerus utilis Wesolowska, 1999
- Menemerus vernei Berland & Millot, 1941
- Menemerus wuchangensis Schenkel, 1963
- Menemerus zimbabwensis Wesolowska, 1999

## Messua
Messua Peckham & Peckham, 1896
- Messua centralis (Peckham & Peckham, 1896)
- Messua dentigera (F. O. P.-Cambridge, 1901)
- Messua desidiosa Peckham & Peckham, 1896
- Messua donalda (Kraus, 1955)
- Messua latior (Roewer, 1955)
- Messua laxa (Chickering, 1946)
- Messua limbata (Banks, 1898)
- Messua moma (F. O. P.-Cambridge, 1901)
- Messua octonotata (F. O. P.-Cambridge, 1901)
- Messua pura (Bryant, 1948)
- Messua tridentata (F. O. P.-Cambridge, 1901)

## Metacyrba
Metacyrba F. O. P.-Cambridge, 1901
- Metacyrba floridana Gertsch, 1934
- Metacyrba insularis (Banks, 1902)
- Metacyrba pictipes Banks, 1903
- Metacyrba punctata (Peckham & Peckham, 1894)
- Metacyrba taeniola (Hentz, 1846)
  - Metacyrba taeniola similis Banks, 1904
- Metacyrba venusta (Chickering, 1946)

## Metaphidippus
Metaphidippus F. O. P.-Cambridge, 1901
- Metaphidippus albopilosus (Peckham & Peckham, 1901)
- Metaphidippus annectans (Chamberlin, 1929)
- Metaphidippus apicalis F. O. P.-Cambridge, 1901
- Metaphidippus bicavatus F. O. P.-Cambridge, 1901
- Metaphidippus bisignatus Mello-Leitão, 1945
- Metaphidippus bispinosus F. O. P.-Cambridge, 1901
- Metaphidippus carmenensis (Chamberlin, 1924)
- Metaphidippus chalcedon (C. L. Koch, 1846)
- Metaphidippus chera (Chamberlin, 1924)
- Metaphidippus coccinelloides Mello-Leitão, 1947
- Metaphidippus comptus (Banks, 1909)
- Metaphidippus crassidens (Kraus, 1955)
- Metaphidippus cupreus F. O. P.-Cambridge, 1901
- Metaphidippus cuprinus (Taczanowski, 1878)
- Metaphidippus diplacis (Chamberlin, 1924)
- Metaphidippus dubitabilis (Peckham & Peckham, 1896)
- Metaphidippus emmiltus Maddison, 1996
- Metaphidippus facetus Chickering, 1946
- Metaphidippus fastosus Chickering, 1946
- Metaphidippus felix (Peckham & Peckham, 1901)
- Metaphidippus fimbriatus (F. O. P.-Cambridge, 1901)
- Metaphidippus fortunatus (Peckham & Peckham, 1901)
- Metaphidippus globosus F. O. P.-Cambridge, 1901
- Metaphidippus gratus Bryant, 1948
- Metaphidippus inflatus F. O. P.-Cambridge, 1901
- Metaphidippus iridescens F. O. P.-Cambridge, 1901
- Metaphidippus iviei (Roewer, 1951)
- Metaphidippus laetabilis (Peckham & Peckham, 1896)
- Metaphidippus laetificus Chickering, 1946
- Metaphidippus lanceolatus F. O. P.-Cambridge, 1901
- Metaphidippus longipalpus F. O. P.-Cambridge, 1901
- Metaphidippus mandibulatus F. O. P.-Cambridge, 1901
- Metaphidippus manni (Peckham & Peckham, 1901)
- Metaphidippus nigropictus F. O. P.-Cambridge, 1901
- Metaphidippus nitidus (Peckham & Peckham, 1896)
- Metaphidippus odiosus (Peckham & Peckham, 1901)
- Metaphidippus ovatus F. O. P.-Cambridge, 1901
- Metaphidippus pallens F. O. P.-Cambridge, 1901
- Metaphidippus perfectus (Peckham & Peckham, 1901)
- Metaphidippus pernotus (Petrunkevitch, 1911)
- Metaphidippus perscitus Chickering, 1946
- Metaphidippus pluripunctatus Mello-Leitão, 1944
- Metaphidippus quadrinotatus F. O. P.-Cambridge, 1901
- Metaphidippus smithi (Peckham & Peckham, 1901)
- Metaphidippus texanus (Banks, 1904)
- Metaphidippus tropicus (Peckham & Peckham, 1901)

## Mexcala
Mexcala Peckham & Peckham, 1902
- Mexcala agilis Lawrence, 1928
- Mexcala angolensis Wesolowska, 2009
- Mexcala caerulea (Simon, 1901)
- Mexcala elegans Peckham & Peckham, 1903
- Mexcala farsensis Logunov, 2001
- Mexcala fizi Wesolowska, 2009
- Mexcala formosa Wesolowska & Tomasiewicz, 2008
- Mexcala kabondo Wesolowska, 2009
- Mexcala macilenta Wesolowska & Russell-Smith, 2000
- Mexcala meridiana Wesolowska, 2009
- Mexcala monstrata Wesolowska & van Harten, 1994
- Mexcala namibica Wesolowska, 2009
- Mexcala nigrocyanea (Simon, 1886)
- Mexcala ovambo Wesolowska, 2009
- Mexcala quadrimaculata (Lawrence, 1942)
- Mexcala rufa Peckham & Peckham, 1902
- Mexcala signata Wesolowska, 2009
- Mexcala synagelese Wesolowska, 2009
- Mexcala torquata Wesolowska, 2009
- Mexcala vicina Wesolowska, 2009

## Mexigonus
Mexigonus Edwards, 2003
- Mexigonus arizonensis (Banks, 1904)
- Mexigonus dentichelis (F. O. P.-Cambridge, 1901)
- Mexigonus minutus (F. O. P.-Cambridge, 1901)
- Mexigonus morosus (Peckham & Peckham, 1888)

## Micalula
Micalula Strand, 1932
- Micalula longithorax (Petrunkevitch, 1925)

## Microbianor
Microbianor Logunov, 2000
- Microbianor deltshevi Logunov, 2009
- Microbianor globosus Haddad & Wesolowska, 2011
- Microbianor golovatchi Logunov, 2000
- Microbianor madagascarensis Logunov, 2009
- Microbianor nigritarsus Logunov, 2000
- Microbianor saaristoi Logunov, 2000

## Microhasarius
Microhasarius Simon, 1902
- Microhasarius animosus Peckham & Peckham, 1907
- Microhasarius pauperculus Simon, 1902

## Microheros
Microheros Wesolowska & Cumming, 1999
- Microheros termitophagus Wesolowska & Cumming, 1999

## Mikrus
Mikrus Wesolowska, 2001
- Mikrus ugandensis Wesolowska, 2001

## Mintonia
Mintonia Wanless, 1984
- Mintonia breviramis Wanless, 1984
- Mintonia caliginosa Wanless, 1987
- Mintonia ignota Logunov & Azarkina, 2008
- Mintonia mackiei Wanless, 1984
- Mintonia melinauensis Wanless, 1984
- Mintonia nubilis Wanless, 1984
- Mintonia protuberans Wanless, 1984
- Mintonia ramipalpis (Thorell, 1890)
- Mintonia silvicola Wanless, 1987
- Mintonia tauricornis Wanless, 1984

## Mirandia
Mirandia Badcock, 1932
- Mirandia australis Badcock, 1932

## Modunda
Modunda Simon, 1901
- Modunda aeneiceps Simon, 1901
- Modunda staintoni (O. P.-Cambridge, 1872)

## Mogrus
Mogrus Simon, 1882
- Mogrus albogularis Simon, 1901
- Mogrus antoninus Andreeva, 1976
- Mogrus bonneti (Audouin, 1826)
- Mogrus canescens (C. L. Koch, 1846)
- Mogrus cognatus Wesolowska & van Harten, 1994
- Mogrus dalmasi Berland & Millot, 1941
- Mogrus fabrei Simon, 1885
- Mogrus faizabadicus Andreeva, Kononenko & Prószyński, 1981
- Mogrus flavescentemaculatus (Lucas, 1846)
- Mogrus frontosus (Simon, 1871)
- Mogrus fulvovittatus Simon, 1882
- Mogrus ignarus Wesolowska, 2000
- Mogrus incertus Denis, 1955
- Mogrus larisae Logunov, 1995
- Mogrus leucochelis Pavesi, 1897
- Mogrus linzhiensis Hu, 2001
- Mogrus logunovi Prószyński, 2000
- Mogrus macrocephalus Lawrence, 1927
- Mogrus mathisi (Berland & Millot, 1941)
- Mogrus mirabilis Wesolowska & van Harten, 1994
- Mogrus neglectus (Simon, 1868)
- Mogrus portentosus Wesolowska & van Harten, 1994
- Mogrus praecinctus Simon, 1890
- Mogrus sahariensis Berland & Millot, 1941
- Mogrus semicanus Simon, 1910
- Mogrus sinaicus Prószyński, 2000
- Mogrus valerii Kononenko, 1981

## Monaga
Monaga Chickering, 1946
- Monaga benigna Chickering, 1946

## Monomotapa
Monomotapa Wesolowska, 2000
- Monomotapa principalis Wesolowska, 2000

## Mopiopia
Mopiopia Simon, 1902
- Mopiopia comatula Simon, 1902
- Mopiopia labyrinthea (Mello-Leitão, 1947)
- Mopiopia tristis (Mello-Leitão, 1947)

## Mopsolodes
Mopsolodes Żabka, 1991
- Mopsolodes australensis Żabka, 1991

## Mopsus
Mopsus Karsch, 1878
- Mopsus mormon Karsch, 1878

## Muziris
Muziris Simon, 1901
- Muziris calvipalpis (L. Koch, 1867)
- Muziris carinatus Simon, 1909
- Muziris doleschalli (Thorell, 1878)
- Muziris epigynatus Strand, 1911
- Muziris gracilipalpis Strand, 1911
- Muziris leptochirus (Thorell, 1881)
- Muziris wiehlei Berland, 1938

## Myrmarachne
Myrmarachne MacLeay, 1839
- Myrmarachne albocincta (C. L. Koch, 1846)
- Myrmarachne albosetosa Wanless, 1978
- Myrmarachne alticeps (Thorell, 1890)
- Myrmarachne andrewi Wanless, 1978
- Myrmarachne andringitra Wanless, 1978
- Myrmarachne angusta (Thorell, 1877)
- Myrmarachne annamita Żabka, 1985
- Myrmarachne annandalei Simon, 1901
- Myrmarachne assimilis Banks, 1930
- Myrmarachne attenuata (Karsch) (Karsch, 1880)
  - Myrmarachne attenuata (Cambridge) P.-Cambridge, 1901)
- Myrmarachne augusta (Peckham & Peckham, 1892)
- Myrmarachne aurea Ceccarelli, 2010
- Myrmarachne aureonigra Edmunds & Prószyński, 2003
- Myrmarachne bakeri Banks, 1930
- Myrmarachne balinese Prószyński & Deeleman-Reinhold, 2010
- Myrmarachne bamakoi Berland & Millot, 1941
- Myrmarachne bengalensis Tikader, 1973
- Myrmarachne bicolor (L. Koch, 1879)
- Myrmarachne bicurvata (O. P.-Cambridge, 1869)
- Myrmarachne bidentata Banks, 1930
- Myrmarachne biseratensis Badcock, 1918
- Myrmarachne borneensis Peckham & Peckham, 1907
- Myrmarachne brasiliensis Mello-Leitão, 1922
- Myrmarachne brevis Xiao, 2002
- Myrmarachne calcuttaensis Biswas, 1984
- Myrmarachne caliraya Barrion & Litsinger, 1995
- Myrmarachne capito (Thorell, 1890)
- Myrmarachne centralis (Peckham & Peckham, 1892)
- Myrmarachne chapmani Banks, 1930
- Myrmarachne chickeringi Galiano, 1969
- Myrmarachne christae (Prószyński, 2001)
- Myrmarachne circulus Xiao & Wang, 2004
- Myrmarachne clavigera (Thorell, 1877)
- Myrmarachne cognata (L. Koch, 1879)
- Myrmarachne collarti Roewer, 1965
- Myrmarachne concava Zhu et al., 2005
- Myrmarachne confusa Wanless, 1978
- Myrmarachne consobrina Denis, 1955
- Myrmarachne constricta (Blackwall, 1877)
- Myrmarachne cornuta Badcock, 1918
- Myrmarachne corpuzrarosae Barrion, 1981
- Myrmarachne cowani (Peckham & Peckham, 1892)
- Myrmarachne cuneata Badcock, 1918
- Myrmarachne cuprea (Hogg, 1896)
- Myrmarachne debilis (Thorell, 1890)
- Myrmarachne decorata Reimoser, 1927
- Myrmarachne diegoensis Wanless, 1978
- Myrmarachne dilatata (Karsch, 1880)
- Myrmarachne dirangicus Bastawade, 2002
- Myrmarachne dubia (Peckham & Peckham, 1892)
- Myrmarachne dundoensis Wanless, 1978
- Myrmarachne edentata Berry, Beatty & Prószyński, 1996
- Myrmarachne edentula (Peckham & Peckham, 1892)
- Myrmarachne edwardsi Berry, Beatty & Prószyński, 1996
- Myrmarachne eidmanni Roewer, 1942
- Myrmarachne electrica (Peckham & Peckham, 1892)
- Myrmarachne elongata Szombathy, 1915
- Myrmarachne erythrocephala (L. Koch, 1879)
- Myrmarachne eugenei Wanless, 1978
- Myrmarachne eumenes (Simon, 1900)
- Myrmarachne evidens Roewer, 1965
- Myrmarachne exasperans (Peckham & Peckham, 1892)
- Myrmarachne foenisex Simon, 1910
- Myrmarachne foreli Lessert, 1925
- Myrmarachne formica (Doleschall, 1859)
- Myrmarachne formicaria (De Geer, 1778)
  - Myrmarachne formicaria tyrolensis (C. L. Koch, 1846)
- Myrmarachne formosa (Thorell, 1890)
- Myrmarachne formosana (Matsumura) (Matsumura, 1911)
  - Myrmarachne formosana (Saito) 1933)
- Myrmarachne formosicola Strand, 1910
- Myrmarachne galianoae Cutler, 1981
- Myrmarachne gedongensis Badcock, 1918
- Myrmarachne gigantea Żabka, 1985
- Myrmarachne giltayi Roewer, 1965
- Myrmarachne gisti Fox, 1937
- Myrmarachne glavisi Prószyński & Deeleman-Reinhold, 2010
- Myrmarachne globosa Wanless, 1978
- Myrmarachne grossa Edmunds & Prószyński, 2003
- Myrmarachne guaranitica Galiano, 1969
- Myrmarachne gurgulla Ceccarelli, 2010
- Myrmarachne hanoii Żabka, 1985
- Myrmarachne hesperia (Simon, 1887)
- Myrmarachne hidaspis Caporiacco, 1935
- Myrmarachne himalayensis Narayan, 1915
- Myrmarachne hirsutipalpi Edmunds & Prószyński, 2003
- Myrmarachne hispidacoxa Edmunds & Prószyński, 2003
- Myrmarachne hoffmanni Strand, 1913
- Myrmarachne ichneumon (Simon, 1886)
- Myrmarachne imbellis (Peckham & Peckham, 1892)
- Myrmarachne incerta Narayan, 1915
- Myrmarachne inermichelis Bösenberg & Strand, 1906
- Myrmarachne inflatipalpis Wanless, 1978
- Myrmarachne insulana Roewer, 1942
- Myrmarachne iridescens Banks, 1930
- Myrmarachne isolata Clark & Benoit, 1977
- Myrmarachne jacksoni Prószyński & Deeleman-Reinhold, 2010
- Myrmarachne jacobsoni Reimoser, 1925
- Myrmarachne jajpurensis Prószyński, 1992
- Myrmarachne japonica (Karsch, 1879)
- Myrmarachne jugularis Simon, 1901
- Myrmarachne kiboschensis Lessert, 1925
- Myrmarachne kilifi Wanless, 1978
- Myrmarachne kitale Wanless, 1978
- Myrmarachne kochi Reimoser, 1925
- Myrmarachne kuwagata Yaginuma, 1967
- Myrmarachne laeta (Thorell, 1887)
  - Myrmarachne laeta flava Narayan, 1915
  - Myrmarachne laeta praelonga (Thorell, 1890)
- Myrmarachne laurentina Bacelar, 1953
- Myrmarachne lawrencei Roewer, 1965
- Myrmarachne legon Wanless, 1978
- Myrmarachne leleupi Wanless, 1978
- Myrmarachne leptognatha (Thorell, 1890)
- Myrmarachne lesserti Lawrence, 1938
- Myrmarachne linguiensis Zhang & Song, 1992
- Myrmarachne longiventris (Simon, 1903)
- Myrmarachne luachimo Wanless, 1978
- Myrmarachne luctuosa (L. Koch, 1879)
- Myrmarachne ludhianaensis Sadana & Gupta, 1998
- Myrmarachne lugens (Thorell, 1881)
- Myrmarachne lugubris (Kulczyński, 1895)
- Myrmarachne lulengana Roewer, 1965
- Myrmarachne lulengensis Roewer, 1965
- Myrmarachne lupata (L. Koch, 1879)
- Myrmarachne macleayana (Bradley, 1876)
- Myrmarachne macrognatha (Thorell, 1894)
- Myrmarachne magna Saito, 1933
- Myrmarachne mahasoa Wanless, 1978
- Myrmarachne malayana Edmunds & Prószyński, 2003
- Myrmarachne mandibularis (Thorell, 1890)
- Myrmarachne manducator (Westwood, 1841)
- Myrmarachne maratha Tikader, 1973
- Myrmarachne mariaelenae Edwards & Benjamin, 2009
- Myrmarachne markaha Barrion & Litsinger, 1995
- Myrmarachne marshalli Peckham & Peckham, 1903
- Myrmarachne maxillosa (C. L. Koch, 1846)
  - Myrmarachne maxillosa septemdentata Strand, 1907
- Myrmarachne mcgregori Banks, 1930
- Myrmarachne megachelae Ganesh Kumar & Mohanasundaram, 1998
- Myrmarachne melanocephala MacLeay, 1839
- Myrmarachne melanotarsa Wesolowska & Salm, 2002
- Myrmarachne militaris Szombathy, 1913
- Myrmarachne mocamboensis Galiano, 1974
- Myrmarachne moesta (Thorell, 1877)
- Myrmarachne mussungue Wanless, 1978
- Myrmarachne myrmicaeformis (Lucas, 1871)
- Myrmarachne naro Wanless, 1978
- Myrmarachne natalica Lessert, 1925
- Myrmarachne nemorensis (Peckham & Peckham, 1892)
- Myrmarachne nigella Simon, 1901
- Myrmarachne nigeriensis Wanless, 1978
- Myrmarachne nigra (Thorell, 1877)
- Myrmarachne nitidissima (Thorell, 1877)
- Myrmarachne nubilis Wanless, 1978
- Myrmarachne onceana Barrion & Litsinger, 1995
- Myrmarachne opaca (Karsch, 1880)
- Myrmarachne orientales Tikader, 1973
- Myrmarachne paivae Narayan, 1915
- Myrmarachne palladia Denis, 1958
- Myrmarachne panamensis Galiano, 1969
- Myrmarachne parallela (Fabricius, 1798)
- Myrmarachne patellata Strand, 1907
- Myrmarachne paviei (Simon, 1886)
- Myrmarachne peckhami Roewer, 1951
- Myrmarachne pectorosa (Thorell, 1890)
  - Myrmarachne pectorosa sternodes (Thorell, 1890)
- Myrmarachne penicillata Mello-Leitão, 1933
- Myrmarachne piercei Banks, 1930
- Myrmarachne pinakapalea Barrion & Litsinger, 1995
- Myrmarachne pinoysorum Barrion & Litsinger, 1995
- Myrmarachne pisarskii Berry, Beatty & Prószyński, 1996
- Myrmarachne plataleoides (O. P.-Cambridge, 1869)
- Myrmarachne platypalpa Bradoo, 1980
- Myrmarachne poonaensis Tikader, 1973
- Myrmarachne prognatha (Thorell, 1887)
- Myrmarachne pygmaea (Thorell, 1894)
- Myrmarachne radiata (Thorell, 1894)
- Myrmarachne ramunni Narayan, 1915
- Myrmarachne ransoni Wanless, 1978
- Myrmarachne rhopalota (Thorell, 1895)
- Myrmarachne richardsi Wanless, 1978
- Myrmarachne robusta (Peckham & Peckham, 1892)
- Myrmarachne roeweri Reimoser, 1934
- Myrmarachne rubra Ceccarelli, 2010
- Myrmarachne rufescens (Thorell, 1877)
- Myrmarachne rufisquei Berland & Millot, 1941
- Myrmarachne russellsmithi Wanless, 1978
- Myrmarachne satarensis Narayan, 1915
- Myrmarachne schenkeli Peng & Li, 2002
- Myrmarachne seriatis Banks, 1930
- Myrmarachne shelfordi Peckham & Peckham, 1907
- Myrmarachne simoni (L. Koch, 1879)
- Myrmarachne simonis (Herman, 1879)
- Myrmarachne simplexella Roewer, 1951
- Myrmarachne smaragdina Ceccarelli, 2010
- Myrmarachne solitaria Peckham & Peckham, 1903
- Myrmarachne spissa (Peckham & Peckham, 1892)
- Myrmarachne striatipes (L. Koch, 1879)
- Myrmarachne sumana Galiano, 1974
- Myrmarachne tagalica Banks, 1930
- Myrmarachne tayabasana Chamberlin, 1925
- Myrmarachne thaii Żabka, 1985
- Myrmarachne topali Żabka, 1985
- Myrmarachne transversa (Mukerjee, 1930)
- Myrmarachne tristis (Simon, 1882)
- Myrmarachne turriformis Badcock, 1918
- Myrmarachne uelensis Wanless, 1978
- Myrmarachne uniseriata Narayan, 1915
- Myrmarachne uvira Wanless, 1978
- Myrmarachne vanessae Wanless, 1978
- Myrmarachne vehemens Fox, 1937
- Myrmarachne vestita (Thorell, 1895)
- Myrmarachne volatilis (Peckham & Peckham, 1892)
- Myrmarachne vulgarisa Barrion & Litsinger, 1995
- Myrmarachne wanlessi Edmunds & Prószyński, 2003

## Nagaina
Nagaina Peckham & Peckham, 1896
- Nagaina berlandi Soares & Camargo, 1948
- Nagaina diademata Simon, 1902
- Nagaina incunda Peckham & Peckham, 1896
- Nagaina olivacea Franganillo, 1930
- Nagaina tricincta Simon, 1902

## Nannenus
Nannenus Simon, 1902
- Nannenus constrictus (Karsch, 1880)
- Nannenus lyriger Simon, 1902
- Nannenus syrphus Simon, 1902

## Naphrys
Naphrys Edwards, 2003
- Naphrys acerba (Peckham & Peckham, 1909)
- Naphrys bufoides (Chamberlin & Ivie, 1944)
- Naphrys pulex (Hentz, 1846)
- Naphrys xerophila (Richman, 1981)

## Napoca
Napoca Simon, 1901
- Napoca insignis (O. P.-Cambridge, 1872)

## Natta
Natta Karsch, 1879
- Natta chionogaster (Simon, 1901)
- Natta horizontalis Karsch, 1879

## Naubolus
Naubolus Simon, 1901
- Naubolus albopunctatus Mello-Leitão, 1943
- Naubolus melloleitaoi Caporiacco, 1947
- Naubolus micans Simon, 1901
- Naubolus pallidus Mello-Leitão, 1945
- Naubolus posticatus Simon, 1901
- Naubolus sawayai Soares & Camargo, 1948
- Naubolus simplex Mello-Leitão, 1946
- Naubolus trifasciatus Mello-Leitão, 1927
- Naubolus tristis Mello-Leitão, 1922

## Neaetha
Neaetha Simon, 1884
- Neaetha absheronica Logunov & Guseinov, 2002
- Neaetha aegyptiaca Denis, 1947
- Neaetha alborufula Caporiacco, 1949
- Neaetha catula Simon, 1886
- Neaetha catulina Berland & Millot, 1941
- Neaetha cerussata (Simon, 1868)
- Neaetha fulvopilosa (Lucas, 1846)
- Neaetha irreperta Wesolowska & Russell-Smith, 2000
- Neaetha maxima Wesolowska & A. Russell-Smith, 2011
- Neaetha membrosa (Simon, 1868)
- Neaetha oculata (O. P.-Cambridge, 1876)
- Neaetha ravoisiei (Lucas, 1846)

## Nebridia
Nebridia Simon, 1902
- Nebridia manni Bryant, 1943
- Nebridia mendica Bryant, 1943
- Nebridia parva Mello-Leitão, 1945
- Nebridia semicana Simon, 1902

## Necatia
Necatia Özdikmen, 2007
- Necatia magnidens (Schenkel, 1963)

## Neobrettus
Neobrettus Wanless, 1984
- Neobrettus cornutus Deeleman-Reinhold & Floren, 2003
- Neobrettus nangalisagus Barrion, 2001
- Neobrettus phui Żabka, 1985
- Neobrettus tibialis (Prószyński, 1978)
- Neobrettus xanthophyllum Deeleman-Reinhold & Floren, 2003

## Neon
Neon Simon, 1876
- Neon acoreensis Wunderlich, 2008
- Neon avalonus Gertsch & Ivie, 1955
- Neon caboverdensis Schmidt & Krause, 1998
- Neon convolutus Denis, 1937
- Neon ellamae Gertsch & Ivie, 1955
- Neon kiyotoi Ikeda, 1995
- Neon kovblyuki Logunov, 2004
- Neon levis (Simon, 1871)
- Neon minutus Żabka, 1985
- Neon muticus (Simon, 1871)
- Neon nelli Peckham & Peckham, 1888
- Neon nigriceps Bryant, 1940
- Neon ningyo Ikeda, 1995
- Neon nojimai Ikeda, 1995
- Neon pictus Kulczyński, 1891
- Neon pixii Gertsch & Ivie, 1955
- Neon plutonus Gertsch & Ivie, 1955
- Neon punctulatus Karsch, 1880
- Neon rayi (Simon, 1875)
- Neon reticulatus (Blackwall, 1853)
- Neon robustus Lohmander, 1945
- Neon sumatranus Logunov, 1998
- Neon valentulus Falconer, 1912
- Neon wangi Peng & Li, 2006
- Neon zonatus Bao & Peng, 2002

## Neonella
Neonella Gertsch, 1936
- Neonella antillana Galiano, 1988
- Neonella cabana Galiano, 1998
- Neonella camillae Edwards, 2003
- Neonella colalao Galiano, 1998
- Neonella lubrica Galiano, 1988
- Neonella mayaguez Galiano, 1998
- Neonella minuta Galiano, 1965
- Neonella montana Galiano, 1988
- Neonella nana Galiano, 1988
- Neonella noronha Ruiz, Brescovit & Freitas, 2007
- Neonella salafraria Ruiz & Brescovit, 2004
- Neonella vinnula Gertsch, 1936

## Nicylla
Nicylla Thorell, 1890
- Nicylla sundevalli Thorell, 1890

## Nigorella
Nigorella Wesolowska & Tomasiewicz, 2008
- Nigorella aethiopica Wesolowska & Tomasiewicz, 2008
- Nigorella albimana (Simon, 1902)
- Nigorella hirsuta Wesolowska, 2009
- Nigorella manica (Peckham & Peckham, 1903)

## Nimbarus
Nimbarus Rollard & Wesolowska, 2002
- Nimbarus pratensis Rollard & Wesolowska, 2002

## Noegus
Noegus Simon, 1900
- Noegus actinosus Simon, 1900
- Noegus arator Simon, 1900
- Noegus australis (Mello-Leitão, 1941)
- Noegus bidens Simon, 1900
- Noegus coccineus Simon, 1900
- Noegus comatulus Simon, 1900
- Noegus difficilis (Soares & Camargo, 1948)
- Noegus franganilloi (Caporiacco, 1947)
- Noegus fulvocristatus Simon, 1900
- Noegus fuscimanus Simon, 1900
- Noegus fuscomanus (Taczanowski, 1878)
- Noegus lodovicoi Ruiz & Brescovit, 2008
- Noegus mantovani Bauab & Soares, 1978
- Noegus niger (Caporiacco, 1947)
- Noegus niveogularis Simon, 1900
- Noegus niveomarginatus Simon, 1900
- Noegus pallidus (Mello-Leitão, 1947)
- Noegus petrusewiczi Caporiacco, 1947
- Noegus rufus Simon, 1900
- Noegus spiralifer (F. O. P.-Cambridge, 1901)
- Noegus transversalis Simon, 1900
- Noegus trilineatus (Mello-Leitão, 1940)
- Noegus uncatus Simon, 1900
- Noegus vulpio Simon, 1900

## Nosferattus
Nosferattus Ruiz & Brescovit, 2005
- Nosferattus aegis Ruiz & Brescovit, 2005
- Nosferattus ciliatus Ruiz & Brescovit, 2005
- Nosferattus discus Ruiz & Brescovit, 2005
- Nosferattus occultus Ruiz & Brescovit, 2005
- Nosferattus palmatus Ruiz & Brescovit, 2005

## Nungia
Nungia Żabka, 1985
- Nungia epigynalis Żabka, 1985

## Nycerella
Nycerella Galiano, 1982
- Nycerella aprica (Peckham & Peckham, 1896)
- Nycerella decorata (Peckham & Peckham, 1893)
- Nycerella delecta (Peckham & Peckham, 1896)
- Nycerella donaldi (Chickering, 1946)
- Nycerella melanopygia Galiano, 1982
- Nycerella neglecta Galiano, 1982
- Nycerella sanguinea (Peckham & Peckham, 1896)
  - Nycerella sanguinea paradoxa (Peckham & Peckham, 1896)
- Nycerella volucripes Galiano, 1982

## Ocnotelus
Ocnotelus Simon, 1902
- Ocnotelus imberbis Simon, 1902
- Ocnotelus lunatus Mello-Leitão, 1947
- Ocnotelus rubrolunatus Mello-Leitão, 1945

## Ocrisiona
Ocrisiona Simon, 1901
- Ocrisiona aerata (L. Koch, 1879)
- Ocrisiona cinerea (L. Koch, 1879)
- Ocrisiona eucalypti Żabka, 1990
- Ocrisiona frenata Simon, 1901
- Ocrisiona koahi Żabka, 1990
- Ocrisiona leucocomis (L. Koch, 1879)
- Ocrisiona liturata (L. Koch, 1879)
- Ocrisiona melancholica (L. Koch, 1879)
- Ocrisiona melanopyga Simon, 1901
- Ocrisiona parallelestriata (L. Koch, 1879)
- Ocrisiona parmeliae Żabka, 1990
- Ocrisiona suilingensis Peng, Liu & Kim, 1999
- Ocrisiona victoriae Żabka, 1990
- Ocrisiona yakatunyae Żabka, 1990

## Ogdenia
Ogdenia Peckham & Peckham, 1908
- Ogdenia mutilla (Peckham & Peckham, 1907)

## Ohilimia
Ohilimia Strand, 1911
- Ohilimia albomaculata (Thorell, 1881)
- Ohilimia laensis Gardzińska & Patoleta, 2010
- Ohilimia scutellata (Kritscher, 1959)

## Omoedus
Omoedus Thorell, 1881
- Omoedus cordatus Berry, Beatty & Prószyński, 1996
- Omoedus kulczynskii Prószyński, 1971
- Omoedus niger Thorell, 1881
- Omoedus piceus Simon, 1902

## Onofre
Onofre Ruiz & Brescovit, 2007
- Onofre carnifex Ruiz & Brescovit, 2007
- Onofre necator Ruiz & Brescovit, 2007
- Onofre sibilans Ruiz & Brescovit, 2007

## Onomastus
Onomastus Simon, 1900
- Onomastus complexipalpis Wanless, 1980
- Onomastus indra Benjamin, 2010
- Onomastus kaharian Benjamin, 2010
- Onomastus kanoi Ono, 1995
- Onomastus nigricaudus Simon, 1900
- Onomastus nigrimaculatus Zhang & Li, 2005
- Onomastus patellaris Simon, 1900
- Onomastus pethiyagodai Benjamin, 2010
- Onomastus quinquenotatus Simon, 1900
- Onomastus rattotensis Benjamin, 2010
- Onomastus simoni Żabka, 1985

## Opisthoncana
Opisthoncana Strand, 1913
- Opisthoncana formidabilis Strand, 1913

## Opisthoncus
Opisthoncus L. Koch, 1880
- Opisthoncus abnormis L. Koch, 1881
- Opisthoncus albiventris L. Koch, 1881
- Opisthoncus alborufescens L. Koch, 1880
- Opisthoncus barbipalpis (Keyserling, 1882)
- Opisthoncus bellus (Karsch, 1878)
- Opisthoncus bitaeniatus L. Koch, 1880
- Opisthoncus clarus Keyserling, 1883
- Opisthoncus confinis L. Koch, 1881
- Opisthoncus delectabilis Rainbow, 1920
- Opisthoncus devexus Simon, 1909
- Opisthoncus eriognathus (Thorell, 1881)
- Opisthoncus grassator Keyserling, 1883
- Opisthoncus inconspicuus (Thorell, 1881)
- Opisthoncus keyserlingi Żabka, 1991
- Opisthoncus kochi Żabka, 1991
- Opisthoncus lineativentris L. Koch, 1880
- Opisthoncus machaerodus Simon, 1909
- Opisthoncus magnidens L. Koch, 1880
- Opisthoncus mandibularis L. Koch, 1880
- Opisthoncus mordax L. Koch, 1880
- Opisthoncus necator L. Koch, 1881
- Opisthoncus nigrifemur Strand, 1911
- Opisthoncus nigrofemoratus (L. Koch, 1867)
- Opisthoncus pallidulus L. Koch, 1880
- Opisthoncus parcedentatus L. Koch, 1880
- Opisthoncus polyphemus (L. Koch, 1867)
- Opisthoncus quadratarius (L. Koch, 1867)
- Opisthoncus rubriceps (Thorell, 1881)
- Opisthoncus serratofasciatus L. Koch, 1881
- Opisthoncus sexmaculatus (C. L. Koch, 1846)
- Opisthoncus tenuipes (Keyserling, 1882)
- Opisthoncus unicolor L. Koch, 1881
- Opisthoncus versimilis Peckham & Peckham, 1901

## Orissania
Orissania Prószyński, 1992
- Orissania daitarica Prószyński, 1992

## Orsima
Orsima Simon, 1901
- Orsima constricta Simon, 1901
- Orsima ichneumon (Simon, 1901)

## Orthrus
Orthrus Simon, 1900
- Orthrus bicolor Simon, 1900
- Orthrus calilungae Barrion, 1998
- Orthrus muluensis Wanless, 1980
- Orthrus palawanensis Wanless, 1980

## Orvilleus
Orvilleus Chickering, 1946
- Orvilleus crassus Chickering, 1946

## Osericta
Osericta Simon, 1901
- Osericta cheliferoides (Taczanowski, 1878)
- Osericta dives Simon, 1901